# バンダイナムコエンターテインメント発売のゲームタイトル一覧
バンダイナムコエンターテインメント発売のゲームタイトル一覧（バンダイナムコエンターテインメントはつばいのゲームタイトルいちらん）は、バンダイナムコエンターテインメント発売のゲームタイトル一覧である。
社名変更前のナムコやバンダイナムコゲームスの発売分も含む。また、他社より開発され発売のみ行った作品も含む。他機種への移植作品は含まず、発売年月日の最も早いもののみ記載する。ただし、タイトル名の異なる場合や区別する必要がある作品についてはこの限りではない。エレメカ・メダルゲームについては、ゲーム性を有するものは記載する(プライズゲームは含むが乗り物・プリントシール機は含まない)。
なお、2018年10月1日よりアーケードゲーム事業はバンダイナムコアミューズメントに移管となった。

## ナムコ（旧社）時代の作品一覧

### 1960年代

#### 1965年
- ?月 - ジャンケンマシン (エレメカ)
- ?月 - おそ松くんダービー (エレメカ)
- ?月 - ペリスコープ (エレメカ)

#### 1966年
- ?月 - チャレンジャー (エレメカ)
- ?月 - ナバロンの要塞 (エレメカ)

#### 1967年
- ?月 - ウルトラガン (エレメカ)
- ?月 - バズーカ砲 (エレメカ)
- ?月 - ガムデルガン (エレメカ)
- ?月 - アクアマチックガン (エレメカ)

#### 1968年
- ?月 - 海底要塞 (エレメカ)
- ?月 - スピンルーレット (プライズ)
- ?月 - ファイヤーカーニバル (エレメカ)
- ?月 - サイレンサー (エレメカ)
- ?月 - バルジ大作戦 (エレメカ)
- ?月 - グランプリ (エレメカ) - ナムコ(中村製作所)初のドライビングシミュレーションゲーム
- ?月 - ゼロファイター (エレメカ)
- ?月 - 神経衰弱ペアマッチ (プライズ)
- ?月 - コロレット (プライズ)
- ?月 - 宇宙大要塞 (エレメカ)

#### 1969年
- ?月 - シャッフルゲーム (エレメカ)
- ?月 - ワールドマップ (エレメカ)
- ?月 - ドッキングアポロ (エレメカ)

### 1970年代

#### 1970年
- ?月 - スターレット (プライズ)
- ?月 - ミニコンピューター (プライズ)
- ?月 - レーサー (エレメカ)
- ?月 - サーティテスト (エレメカ) - 1997年にリメイク版が発売

#### 1971年
- ?月 - スパイラルボール (プライズ)
- ?月 - ゼロセン (エレメカ)

#### 1972年
- ?月 - ビンゴレット (プライズ)
- ?月 - クレージーバギー (エレメカ)
- ?月 - ミニスリラー館 (エレメカ)

#### 1973年
- ?月 - フォーミュラX (エレメカ)
- ?月 - ポン（開発：アタリ）

#### 1974年
- ?月 - ピッコロピッコロ (エレメカ)
- ?月 - フルフェイス マイハニー (プライズ)
- ?月 - フルフェィス マジンガーZ (プライズ)
- ?月 - フルフェイス 聖徳太子 (プライズ)
- ?月 - フルフェィス 天才バカボン (プライズ)
- ?月 - ポンダブルス（開発：アタリ）
- ?月 - ガッチャ（開発：アタリ）

#### 1975年
- ?月 - 海賊島トレジャーランド (プライズ)

#### 1976年
- 10月 - F-1 (エレメカ)
- ?月 - ル・マン（開発：アタリ）
- ?月 - ブレイクアウト（開発：アタリ）

#### 1977年
- 10月 - シュータウェイ (エレメカ)
- 12月 - F-1 マッハ (エレメカ)

#### 1978年
- 6月 - サブマリン (エレメカ)
- 10月 - クレイチャンプ (エレメカ)
- 10月 - ジービー - ナムコのオリジナル業務用ビデオゲーム第1号

#### 1979年
- 8月 - ボムビー
- 10月 - ギャラクシアン
- 10月 - ゼロイン (エレメカ)
- 11月 - キューティQ
- 12月 - ピッチイン (エレメカ)

### 1980年代

#### 1980年
- 2月 - ナバロン - ジービーよりも前の1978年7月に一部のナムコ直営店で本作が稼働していたとの説があるが、本作の企画担当である横山茂が1978年入社組だからそれはありえないと同期入社の田代幸一が明確に否定している[1]。
- 7月 - 海底宝探し（開発：K.K.特機） - 『ジービー』基板の流用
- 7月 - バッティングチャンス (エレメカ)
- 7月 - パックマン - 5月22日を誕生日とする例があるが、これはロケテストの実施日である。
- 10月 - キング&バルーン
- 10月 - タンクバタリアン
- 11月 - ラリーX
- ?月 - SOS（開発：ショウエイ）

#### 1981年
- 2月 - ニューラリーX
- 3月 - ノックダウン (エレメカ)
- 4月 - おかし大作戦 (エレメカ)
- 7月 - ワープ&ワープ
- 9月 - ギャラガ
- 11月 - ボスコニアン
- ?月 - さんすう道場 (エレメカ)
- ?月 - 大放出 (エレメカ)

#### 1982年
- 3月 - ディグダグ
- 5月 - バーディーパット (エレメカ)
- 9月 - ポールポジション
- 10月 - スーパーパックマン

#### 1983年
- 2月 - ゼビウス
- 2月 - Mr.プロレス (エレメカ)
- 3月 - ホットボール ホッケー (エレメカ)
- 5月 - マッピー
- 7月 - パック&パル
- 10月 - ポールポジションII
- 11月 - フォゾン
- 12月 - リブルラブル

#### 1984年
- 4月 - ギャプラス
- 4月 - コスモスワット (エレメカ)
- 4月 - 一打逆転 (エレメカ)
- 6月 - ドルアーガの塔
- 8月 - パックランド
- 12月 - グロブダー
- 12月 - スーパーゼビウス
- ?月 - マーブルマッドネス （開発：アタリ）

#### 1985年
- 1月 - ドラゴンバスター
- 3月 - ディグダグII
- 4月 - ミニゴルフ (MSX)
- 5月 - メトロクロス
- 7月 - ワープマン (FC) - ワープ&ワープのリメイク
- 7月 - バラデューク
- 7月 - ポカスカ探検隊 (エレメカ)
- 9月 - モトス
- 9月 - バトルシティー (FC) - タンクバタリアンのリメイク
- 10月 - ペーパーボーイ （開発：アタリ）
- 11月 - バーガータイム (FC) - データイーストのアーケードゲーム『ハンバーガー』の移植作品
- 11月 - インディ・ジョーンズ/魔宮の伝説（開発：アタリ）
- 12月 - スカイキッド
- 12月 - 超時空要塞マクロス (FC) - 同名アニメのゲーム化。発売元はバンダイ
- 12月 - スターラスター (FC)
- ?月 - ガントレット (ゲーム) （開発：アタリ）
- ?月 - ピーターパックラット （開発：アタリ）

#### 1986年
- 3月 - ロボサッカー (エレメカ)
- 4月 - タッグチームプロレスリング (FC) - データイーストの『ザ・ビッグプロレスリング』の移植作品
- 4月 - トイポップ
- 4月 - ホッピングマッピー
- 4月 - スカイキッドDX
- 5月 - スウィートランド (プライズ)
- 6月 - スーパーチャイニーズ (FC) - マイクロアカデミーから発売されたアーケードゲームの移植作品
- 7月 - イシターの復活（開発：ゲームスタジオ）
- 7月 - バベルの塔 (FC)
- 7月 - ワルキューレの冒険 時の鍵伝説 (FC)
- 7月 - サンダーセプター
- 9月 - スーパーゼビウス ガンプの謎 (FC)（開発：トーセ）
- 10月 - 源平討魔伝
- 12月 - マッピーランド (FC)
- 12月 - プロ野球ファミリースタジアム (FC)
- 12月 - 3DサンダーセプターII
- 12月 - ローリングサンダー

#### 1987年
- 1月 - 功夫老師 (エレメカ)
- 1月 - ナキゴエアテルくん (エレメカ)
- 2月 - ワンダーモモ
- 3月 - ワギャン (エレメカ)
- 4月 - 妖怪道中記
- 4月 - さんまの名探偵 (FC)
- 4月 - ファミリージョッキー (FC)
- 4月 - カーニバルⅠ (メダル) （開発協力：カトウ製作所）
- 6月 - ドラゴンスピリット
- 7月 - ブレイザー
- 7月 - ファミリーボクシング (FC) - ウッドプレイスの『キングオブボクサー』の移植作品
- 7月 - ファミリーマージャン (FC)（開発：日本物産）
- 7月 - ドラゴンスレイヤーIV ドラスレファミリー (FC) （開発：日本ファルコム）
- 7月 - カーニバルⅡ スーパーゼビウス (メダル)
- 9月 - クエスター
- 9月 - デジタル・デビル物語 女神転生 (FC) （開発：アトラス）
- 10月 - サイドポケット (FC) - データイーストのアーケードゲームの移植作品
- 11月 - パックマニア
- 11月 - ルパン三世 パンドラの遺産 (FC)（開発：トーセ）
- 11月 - 時空勇伝デビアス (FC)（開発：ナウプロダクション）
- 12月 - ギャラガ'88
- 12月 - ファイナルラップ
- 12月 - ファミリーテニス (FC)
- 12月 - スター・ウォーズ (FC)
- 12月 - カルノフ (FC) - データイーストのアーケードゲームの移植作品

#### 1988年
- 1月 - ファミリーサーキット (FC)（開発：ゲームスタジオ）
- 2月 - テンカウント (エレメカ)
- 3月 - プロ野球ワールドスタジアム
- 4月 - 独眼竜政宗 (FC)
- 4月 - アサルト
- 4月 - ハッピーデート (プライズ)
- 5月 - カーニバルⅢ ファミリースタジアム (メダル)
- 5月 - 超絶倫人ベラボーマン
- 5月 - ナムコクラシック (FC)
- 7月 - メルヘンメイズ（開発：N.H.SYSTEM）
- 7月 - カイの冒険 (FC)（開発：ゲームスタジオ）
- 7月 - 三国志 中原の覇者 (FC)
- 7月 - カプセルゴルフ (プライズ)
- 8月 - 爆突機銃艇
- 9月 - オーダイン
- 9月 - えりかとさとるの夢冒険 (FC)（開発：アトラス）
- 10月 - メタルホーク
- 10月 - プロテニスワールドコート
- 11月 - スプラッターハウス
- 11月 - 貝獣物語 (FC) （開発：バースデイ）
- 11月 - ファミリーマージャン2 上海への道 (FC)（開発：日本物産）
- 12月 - フェイスオフ
- 12月 - 未来忍者
- 12月 - キングオブキングス (FC)（開発：アトラス）
- 12月 - ゼビウス ファードラウト伝説 (MSX2)（開発：コンパイル）

#### 1989年
- 2月 - ウイニングラン
- 2月 - ワニワニパニック (エレメカ)
- 2月 - ブラックホール (メダル)
- 2月 - ワギャンランド (FC)
- 2月 - フェリオス
- 2月 - ロンパーズ
- 2月 - ハイドライド3 闇からの訪問者 (FC) - T&Eソフトの同名タイトルの移植作品
- 3月 - ブラストオフ（開発：N.H.SYSTEM）
- 3月 - 早打ちスーパー囲碁 (FC)（開発：ホームデータ）
- 3月 - ファミリーピンボール (FC)（開発：KID）
- 4月 - ドラゴンスピリット 新たなる伝説 (FC)（開発：ナウプロダクション）
- 4月 - マインドシーカー (FC)
- 4月 - ワルキューレの伝説
- 4月 - デビルマン (FC)（開発：イスコ）
- 4月 - ドラゴンバスターII 闇の封印 (FC)（開発：トーセ）
- 4月 - プロ野球ファミリースタジアム ホームランコンテスト (MSX2)（開発：コンパイル）
- 5月 - ラッコちゃんのおやつだーいすき (プライズ)
- 6月 - ダートフォックス
- 6月 - ラサール石井のチャイルズクエスト (FC)
- 6月 - クインティ (FC)（開発：ゲームフリーク、KID）
- 7月 - ドラゴンニンジャ (FC) - データイーストのアーケードゲームの移植作品
- 7月 - ケルナグール (FC)（開発：ゲームスタジオ）
- 7月 - スプラッターハウス わんぱくグラフィティ (FC)（開発：ナウプロダクション）
- 7月 - ファイナルラップツイン (PCE)（開発：ノバ）
- 7月 - プロ野球ワールドスタジアム'89開幕版
- 7月 - ファミスタ'89 開幕版!! (FC)
- 7月 - カーニバルⅣ ワルキューレの冒険 (メダル)
- 9月 - ファイネストアワー
- 10月 - ひつじちゃんのドキドキピクニック (プライズ)
- 10月 - ユーノスロードスター・ドライビングシミュレーター - マツダとの共同開発による自動車シミュレーター。
- 11月 - バーニングフォース
- 12月 - ウイニングラン鈴鹿GP
- 12月 - デンジャラスシード
- 12月 - ファミスタ'90 (FC)
- 12月 - フォートラックス
- 12月 - カプセルサッカー (プライズ)
- 12月 - カーニバルⅤ ウイニングラン (メダル)

### 1990年代

#### 1990年
- 1月 - エアバスター （開発：金子製作所）
- 2月 - マーベルランド
- 3月 - ディスクNG1 - 「XVM」(1989年発表)をはじめ、6タイトルが収録されている。
- 4月 - ディスクNG2 - 「SHM」(1989年発表)をはじめ、6タイトルが収録されている。
- 4月 - ギャラクシアン3 - 国際花と緑の博覧会に出展されたアトラクション。
- 4月 - バルンバ (PCE)（開発：ZAP）
- 4月 - デジタル・デビル物語 女神転生II (FC)
- 5月 - 球界道中記
- 6月 - DS-5000 - 三菱プレシジョンとの共同開発による自動車教習所用運転シミュレーター。
- 6月 - バトルフリート (FC)
- 7月 - コズモギャングズ (エレメカ)
- 7月 - プロ野球ワールドスタジアム'90激闘版
- 8月 - ピストル大名の冒険
- 8月 - ファイナルラップ2
- 9月 - ファミスタ (GB)
- 9月 - ファイナルブラスター (PCE)（開発：N.H.SYSTEM、ノバ、アイシステム東京）
- 9月 - クラックス (MD) - アタリのアーケードゲームの移植作品
- 11月 - メガパネル (MD)
- 11月 - F1道中記 (MSX2)
- 11月 - 倉庫番DX - ナムコ初の他社からの許諾作品。
- 11月 - ノックダウン'90
- 12月 - ドラゴンセイバー
- 12月 - ファミスタ'91 (FC)
- 12月 - ワギャンランド2 (FC)
- 12月 - 八卦方士 (エレメカ)

#### 1991年
- 1月 - じゅうべえくえすと (FC)
- 1月 - SUPERワールドスタジアム
- 2月 - ドライバーズアイ
- 2月 - レッスルボール (MD)
- 2月 - カニカニパニック (エレメカ)
- 2月 - カーニバルⅥ ワニワニパニック (メダル)
- 3月 - スティールガンナー
- 3月 - ローリングサンダー2
- 3月 - ウイニングラン'91
- 3月 - ふしぎの海のナディア (MD)
- 3月 - おぼっちゃまくん (PCE)（開発：パック・イン・ビデオ）
  - ナムコは販売請け負い。そのため通常の下請け制作会社と異なりパッケージにもナムコとパック・イン・ビデオは同列の扱いで記載、ただし、パッケージデザインは、ナムコ作品共通のものを使用。
- 3月 - ナムコット麻雀III マージャン天国 (FC)
- 3月 - プロ野球ワールドスタジアム'91 (PCE)
- 4月 - ギアスタジアム (GG)
- 4月 - ランパート - （開発：アタリ）
- 4月 - カーニバルワゴン (プライズ) - ナイスオンシェフ・ラッキーモンキー・ウェイブボール・ハートリングバードの4種が存在
- 5月 - ブルちゃんのもっとたべたいワン (プライズ)
- 7月 - ファミリーサーキット'91 (FC)
- 7月 - ゴーリーゴースト
- 8月 - メガトラックス (MD) - フォートラックスのリメイク
- 9月 - スターブレード
- 9月 - ワールドジョッキー (PCE)
- 10月 - ギャラクシアン3 (GM-16)
- 10月 - ワールドサーキット (PCE)
- 10月 - ちびまる子ちゃん うきうきショッピング (FC)
- 11月 - ニュースウィートランド (プライズ)
- 12月 - ソルバルウ
- 12月 - タンクフォース
- 12月 - 平成天才バカボン (FC)
- 12月 - スーパーワギャンランド (SFC)
- 12月 - ファミスタ'92 (FC)
- 12月 - ショーレビュー (メダル)

#### 1992年
- 1月 - ちびまる子ちゃん わくわくショッピング (MD)
- 1月 - ちびまる子ちゃん クイズでピーヒャラ (PCE)
- 1月 - 雀卓ボーイ (GB)
- 2月 - ポケット雀荘 (GG)
- 2月 - スティールガンナー2
- 2月 - シムロード - ナムコ・ワンダーエッグのアトラクション。実車を使ったドライビングシミュレーター。
- 2月 - ファントマーズ - ナムコ・ワンダーエッグのアトラクション。
- 3月 - コズモギャング・ザ・ビデオ
- 3月 - スーパーファミスタ (SFC)
- 3月 - ナムコクラシックII (FC)
- 3月 - ボールバズーカ シャーク船長を倒せ (エレメカ)
- 3月 - パラパラボックス (プライズ) - おれは直角・トップストライカー・丸出だめ夫・おぼっちゃまくん・チロリン村物語の5種が存在
- 4月 - 源平討魔伝 巻之弐 (PCE)
- 5月 - コカ・コーラ スズカエイトアワーズ
- 6月 - 三国志II 覇王の大陸 (FC)
- 6月 - SUPERワールドスタジアム'92
- 7月 - サンドラの大冒険 ワルキューレとの出逢い (SFC)
- 7月 - 爆裂クイズ魔Q大冒険
- 7月 - ファミスタ2 (GB)
- 8月 - スプラッターハウス PART2 (MD)
- 8月 - バブルトラブル
- 8月 - ファイナルラップ3
- 8月 - ジャスト7 (エレメカ) - アメリカンアーケードシリーズ
- 8月 - オートマチックフットボール (エレメカ) - アメリカンアーケードシリーズ
- 8月 - ボールポーカー (エレメカ) - アメリカンアーケードシリーズ
- 9月 - ナムコプリズムゾーン ドリームマスター (FC)
- 9月 - ビタミーナ王国物語 (GB)
- 9月 - スカイミッション (SFC) - Malibu Interactiveが開発した「WINGS2 ACES HIGH」の国内ローカライズ版
- 9月 - SUPERワールドスタジアム'92激闘版
- 10月 - トップストライカー (FC)
- 10月 - F/A
- 10月 - シュータウェイⅡ (エレメカ)
- 11月 - コズモギャング・ザ・パズル
- 12月 - エクスバニア
- 12月 - ワギャンランド3 (FC)
- 12月 - ファミスタ'93 (FC)
- 12月 - スーパー大相撲熱戦大一番 (SFC)
- 12月 - バトルスペース (GB) - バーコードボーイ専用ソフト
- 12月 - ボタン早押し選手権 (エレメカ)
- 12月 - スウィートファクトリー (プライズ)

#### 1993年
- 1月 - ナムコットオープン (SFC)
- 3月 - ギャラクシアン3 シアター6
- 3月 - コズモポリスアンタッチャ (エレメカ)
- 3月 - スーパーワールドコート
- 3月 - ナックルヘッズ
- 3月 - スプラッターハウス PART3 (MD)
- 3月 - スーパーファミスタ2 (SFC)
- 3月 - ゴールドブリオン (メダル) - スーパージョーカー・ダブルドロー・ラッキーブラックジャック・ジョイフルライン・スーパーダブルジョーカー・ロイヤルラインの6種が発売、その後ワイルドライン・フルーツラインの2種が追加
- 4月 - ボールジャックス (MD)
- 4月 - ラッキー&ワイルド
- 6月 - エアーコンバット
- 6月 - SUPERワールドスタジアム'93激闘版
- 6月 - スーパーファミリーテニス (SFC)
- 7月 - エメラルディア
- 8月 - モンスターメーカー バーコードサーガ (GB) - バーコードボーイ専用ソフト
- 8月 - ファミリージョッキー2 名馬の血統 (GB)
- 8月 - Jリーグサッカー プライムゴール (SFC)
- 9月 - サイバースレッド
- 9月 - ニューマンアスレチックス
- 9月 - 熱闘!激闘!クイズ島
- 9月 - ゾンビキャッスル (エレメカ)
- 10月 - リッジレーサー
- 10月 - クライムパトロール(Crime Patrol)（開発:アメリカンレーザーゲームズ）
- 10月 - カットビロード (GB)
- 10月 - ファミスタ3 (GB)
- 10月 - うて!うて!!ゴジラ (エレメカ)
- 11月 - スズカエイトアワーズ2
- 11月 - グレートスラッガーズ NEWワールドスタジアム
- 11月 - ダンク&ダンク (エレメカ)
- 12月 - ファミスタ'94 (FC)
- 12月 - 幽☆遊☆白書 (SFC)

#### 1994年
- 1月 - 余命検索サービス X-DAY
- 1月 - ロックンロールレーシング (SFC)（開発：Software Creations）
- 2月 - ファイナルラップR
- 2月 - ニューシュータウェイⅡ ラピッドファイア (エレメカ)
- 2月 - ニュースウィートファクトリー (プライズ)
- 3月 - ティンクルピット -ナムコ設立40周年記念タイトルとしてリリース
- 3月 - ネビュラスレイ
- 3月 - スーパーファミスタ3 (SFC)
- 3月 - ピッチイン2 剛球伝説 (エレメカ)
- 3月 - ゴジラウォーズ (エレメカ)
- 6月 - まじかるスピード (開発:アルュメ)
- 6月 - 幽☆遊☆白書2 格闘の章 (SFC)
- 6月 - リッジレーサー2
- 6月 - サメサメパニック (エレメカ)
- 7月 - DARK SEED 日本版 (Win,Mac)
- 7月 - アタック・オブ・ザ・ゾルギア
- 7月 - グレートスラッガーズ'94
- 8月 - Jリーグサッカー プライムゴール2 (SFC)
- 8月 - ハロー!パックマン (SFC)
- 8月 - ドドンガドン (エレメカ)
- 8月 - ゼロス (メダル)
- 9月 - Jリーグサッカー Vシュート
- 9月 - スウィートランド2 (プライズ)
- 10月 - ガンバレット
- 10月 - スーパーファミリーサーキット (SFC)
- 11月 - エースドライバー
- 11月 - ミリティア (SFC)
- 11月 - スパイラルフォール (メダル)
- 12月 - ワギャンパラダイス (SFC)
- 12月 - サイバーコマンド
- 12月 - 鉄拳
- 12月 - パックパニック (GB) - コズモギャング・ザ・パズルの海外版としてSNES, Genesisで発売されていたPac-Attackの逆輸入作品。
- 12月 - ザ・ブルークリスタルロッド (SFC)（開発：ゲームスタジオ）
- 12月 - 神々の怒り (windows)
- 12月 - 幽☆遊☆白書 特別篇 (SFC)
- 12月 - モスキートアタック (エレメカ)

#### 1995年
- 1月 - たこいかぱにっく (エレメカ)
- 1月 - パックインタイム (SFC)
- 2月 - マッハブレイカーズ
- 3月 - アウトフォクシーズ
- 3月 - エアーコンバット22
- 3月 - スーパーファミスタ4 (SFC)
- 3月 - 幽☆遊☆白書FINAL 魔界最強列伝 (SFC)
- 3月 - 空気早入れ選手権 (エレメカ)
- 5月 - サイバーサイクルズ
- 6月 - エースコンバット (PS)
- 7月 - 恋愛寿命+肉体寿命 X-DAY2
- 7月 - SUPERワールドスタジアム'95
- 7月 - アルペンレーサー
- 7月 - レイブレーサー
- 7月 - サイコトロン (windows)
- 7月 - キャッチンガーZ (プライズ)
- 8月 - Jリーグサッカー プライムゴール3 (SFC)
- 8月 - QUANTUM GATE I 〜悪魔の序章〜 (windows)
- 8月 - 鉄拳2
- 9月 - プライムゴールEX (PS) - のちにアーケードへ逆移植。
- 9月 - パンチンパイレーツ (プライズ)
- 9月 - トレジャーマウンテン (メダル)
- 10月 - マッハGoGoGo(Speed Racer)
- 10月 - ギアスタジアム平成版 (GG)
- 11月 - ナムコクラシックコレクションVol.1 - アーケードで登場した、過去の作品のオリジナル版とアレンジメント(リメイク)版を収録したオムニバス作品。
- 11月 - ナムコミュージアム Vol.1 (PS)
- 12月 - 激突ゴジラvsキングギドラ (エレメカ)
- 11月 - たたかえ! メカゴジラ (エレメカ)
- 12月 - ジャンボゴジラ (エレメカ)
- 12月 - デンジャラスバー (エレメカ)
- 12月 - テイルズ オブ ファンタジア (SFC) -（共同開発：ウルフ・チーム）
- 12月 - エリア51(Area 51)(開発：TimeWarner Interactive)
- 12月 - ダートダッシュ

#### 1996年
- 1月 - ナムコマージャン スパローガーデン (PS)
- 2月 - ソウルエッジ
- 2月 - ナムコミュージアム Vol.2 (PS)
- 2月 - ボルテックスQUANTUM GATE II (Windows)
- 2月 - HELL 日本語版 (Win,Mac)
- 2月 - スーパーファミスタ5 (SFC)
- 2月 - パックキャップ (プライズ)
- 2月 - パックスロット (メダル)
- 3月 - ワニワニパニック2 (エレメカ)
- 3月 - ゴーリーゴーストゴール (Windows 95)
- 3月 - エースドライバー ビクトリーラップ
- 3月 - タイムクライシス
- 3月 - ナムコクラシックコレクションVol.2
- 4月 - ワルキューレの伝説 外伝 ローザの冒険 (Windows 95)
- 5月 - ゼビウス3D/G
- 5月 - ダンクマニア
- 6月 - SUPERワールドスタジアム'96
- 6月 - ナムコミュージアム Vol.3 (PS)
- 7月 - 子育てクイズ マイエンジェル
- 7月 - アルペンサーファー
- 7月 - ワールドスタジアムEX (PS)
- 7月 - ナムコギャラリーVOL.1 (GB)
- 7月 - プロップサイクル
- 7月 - スウィートランドミニ (プライズ)
- 7月 - ビンビンビンゴ (メダル)
- 8月 - ファミリージャンボ抽選会 (メダル)
- 8月 - パックカーニバル (メダル)
- 8月 - スウィングスワング (プライズ)
- 9月 - アクアジェット
- 9月 - スマッシュコート (PS)
- 9月 - ダンシングアイ
- 9月 - トーキョーウォーズ
- 11月 - 人類全能化計画・技脳体
- 11月 - スウィートザック (プライズ)
- 11月 - ナムコミュージアム Vol.4 (PS)
- 11月 - ナムコギャラリーVOL.2 (GB)
- 12月 - DS-6000 - 三菱プレシジョンとの共同開発による自動車教習所用運転シミュレーター。
- 12月 - レイジレーサー (PS)
- 12月 - 龍馬くん太平洋を渡る (Win,Mac)
- 12月 - パックエイト (メダル)
- 12月 - アルペンレーサー2

#### 1997年
- 1月 - パックアドベンチャー (メダル)
- 2月 - ナムコミュージアム Vol.5 (PS)
- 2月 - ドッカーンマウンテン (メダル)
- 2月 - 30TEST (エレメカ) - サーティテストのリメイク版
- 2月 - ポケットレーサー
- 3月 - 鉄拳3
- 3月 - スピン・ザ・スピン (プライズ)
- 5月 - ACE COMBAT 2 (PS)
- 5月 - アブノーマルチェック
- 5月 - アルマジロレーシング
- 5月 - 子育てクイズ マイエンジェル2（開発:MOSS）
- 7月 - スタースイープ（開発:アクセラ）
- 7月 - ファイナルハロン
- 7月 - ナムコギャラリーVOL.3 (GB)
- 9月 - SUPERワールドスタジアム'97
- 9月 - 鉄拳カードワールド（メダル）
- 9月 - スウィートゴーランド (プライズ)
- 9月 - スタアオーディション
- 10月 - ナムコミュージアム アンコール (PS)
- 11月 - ファミスタ64 - ナムコが国内で発売した唯一のNINTENDO 64専用ソフト
- 11月 - モトクロス・ゴー
- 11月 - プロスペクティブウィナー (メダル)
- 11月 - ワニワニパラダイス (メダル)
- 12月 - 風のクロノア door to phantomile (PS)
- 12月 - テイルズ オブ デスティニー (PS)
- 12月 - 新日本プロレスリング闘魂烈伝3アーケードエディション
- 12月 - ラピッドリバー
- 12月 - リベログランデ

#### 1998年
- 1月 - マイクロ・マシーンズ (PS)（開発：コード・マスターズ）
- 2月 - スーパーファミリーゲレンデ (ニンテンドウパワー)
- 3月 - 子育てクイズ マイエンジェル3 マイリトルペット（開発:MOSS）
- 3月 - ダウンヒルバイカーズ
- 3月 - ハンマーチャンプ
- 3月 - ファミリーボウル
- 3月 - 鉄拳バトルスクラッチ（メダル）
- 4月 - パニックパーク
- 4月 - タイムクライシス2
- 4月 - ワールドスタジアム2 (PS)
- 4月 - 目方でドンピシャ！ (プライズ)
- 5月 - エアガイツ (開発:ドリームファクトリー・スクウェア)
- 6月 - ナムコアンソロジー1 (PS)
- 6月 - SUPERワールドスタジアム'98
- 6月 - ガンメンウォーズ
- 6月 - スウィートランド3 (プライズ)
- 7月 - ソウルキャリバー
- 7月 - テクノドライブ
- 8月 - ガンバァール (PS) - のちにアーケードに逆移植
- 9月 - レースオン!
- 9月 - ナムコアンソロジー2 (PS)
- 9月 - プロスペクティブウィナー バージョンアップ2 (メダル)
- 10月 - ラッキーガラポン (メダル)
- 11月 - ピンポイントショット (エレメカ)
- 11月 - ダービークイズ マイドリームホース（開発:MOSS）
- 11月 - スマッシュコート2 (PS)
- 11月 - ザ・ビンゴショー (メダル)
- 12月 - R4 -RIDGE RACER TYPE 4- (PS)
- 12月 - テイルズ オブ ファンタジア（PS）
- 12月 - アタックプラレール
- 12月 - てんこもりシューティング
- 12月 - パカパカパッション(開発:プロデュース)
- 12月 - ファイティングレイヤー (開発:アリカ)
- 12月 - トラベルチャンス
- 12月 - クールガンマン (エレメカ)
- 12月 - ファミスタグランドスラム (メダル)

#### 1999年
- 1月 - バスト ア ムーブ (AC)（開発：メトロ、販売：アトラス・ナムコ）
- 1月 - パーラープロ5 (PS)（開発：日本テレネット）
- 2月 - パーラープロ6 (PS)（開発：日本テレネット）
- 3月 - パックマンのデスクトップ大作戦 (Win95,98)
- 3月 - 子育てクイズ もっとマイエンジェル (PS)
- 2月 - パーラープロ7 パチンコ実機シミュレーションゲーム (PS)（開発：日本テレネット）
- 2月 - ナイスピッチ (エレメカ)
- 3月 - 500GP
- 3月 - アングラーキング
- 3月 - バランストライ (エレメカ)
- 3月 - ファイナルハロン2
- 4月 - ワールドスタジアム3 (PS)
- 4月 - メリーボンバー (メダル)
- 5月 - SUPERワールドスタジアム1999
- 5月 - ACE COMBAT 3 electrosphere (PS)
- 5月 - 風のクロノア ムーンライトミュージアム (WS)
- 7月 - オーバキューン(開発：エイティング)
- 7月 - ガンバレットライブ - ナムコワンダーパーク港北店パックマンスタジオに設置されたアトラクション。
- 7月 - ジャンピンググルーヴ (エレメカ)
- 7月 - クイック&クラッシュ (エレメカ)
- 7月 - 鉄拳タッグトーナメント
- 7月 - パカパカパッション2(開発:プロデュース!)
- 7月 - バスト ア ムーブ2(AC)（開発：メトロ）
- 8月 - ギタージャム
- 9月 - スターイクシオン (PS)
- 10月 - とびこせ！ジャンプマン (メダル)
- 11月 - ミスタードリラー
- 11月 - スウィートランド4 (プライズ)
- 11月 - ナイスピンポン (エレメカ)
- 11月 - ガンバレットフィーバー (メダル)
- 12月 - パックマンワールド 20thアニバーサリー (PS)
- 12月 - ウンジャマ・ラミーNOW! - 七音社開発、SCE発売のPS用ソフトのアーケード移植。
- 12月 - 開運クイズ・幸福の旅人 (開発：MOSS)
- 12月 - クエストフォーフェイム
- 12月 - クライシスゾーン
- 12月 - ドラゴンヴァラー (PS)
- 12月 - Parlor! PRO 8 パチンコ実機シミュレーションゲーム (PS)（開発：日本テレネット）
- 12月 - ナイナイの迷探偵 (PS)
- 12月 - パカパカパッション・スペシャル(開発:プロデュース!)
- 12月 - ミリオンヒッツ

### 2000年代

#### 2000年
- 1月 - レスキューショット ブービーぼー (PS)
- 2月 - バッティングキング (エレメカ)
- 3月 - リッジレーサーV (PS2) - のちにアーケードに逆移植。
- 3月 - アクアラッシュ
- 3月 - ワールドキックス
- 3月 - ワールドスタジアム4 (PS)
- 3月 - SUPERワールドスタジアム2000
- 3月 - ゴルゴ13 (開発：エイティング／ライジング)
- 3月 - ドンとアップ (プライズ)
- 4月 - 料理の達人 (プライズ)
- 4月 - 新日本プロレスリング闘魂烈伝4アーケードエディション
- 6月 - トラック狂走曲（開発：メトロ）
- 7月 - 射撃楽園(シューティングパラダイス) (メダル) - シューティングメダルシリーズ
- 7月 - ギャラクシアンフィーバー (メダル) - シューティングメダルシリーズ
- 7月 - ミスタードリラー2
- 7月 - 恋のパラパラ大作戦
- 7月 - スウィートホイール (プライズ)
- 7月 - 大漁太鼓337拍子 (プライズ)
- 8月 - テクノヴェルク
- 8月 - カートデュエル
- 9月 - リベログランデ2 (PS)
- 9月 - パーラープロコレクション
- 10月 - カムライ-神来- (PS)
- 10月 - MotoGP (PS2) - 500GPのリメイク
- 10月 - ゴルゴ13 奇跡の弾道 (開発：エイティング／ライジング)
- 11月 - スマッシュコート3 (PS)
- 11月 - テイルズ オブ ファンタジア なりきりダンジョン (GBC)
- 11月 - テイルズ オブ エターニア (PS)
- 11月 - パックンパーティー (メダル) - シューティングメダルシリーズ
- 11月 - すごろくアドベンチャードルアーガの塔 (メダル)
- 12月 - ニンジャアサルト
- 12月 - 7(セブン) 〜モールモースの騎兵隊〜 (PS2)
- 12月 - ブラッディロア3 - エイティングが開発、ハドソンが発売を行っていたシリーズのアーケード版。
- 12月 - ガンバリィーナ - アーケード版とPS版が同時期に稼働開始・発売。
- 12月 - 攻めCOMダンジョン ドルルルアーガ (GBC)
- 12月 - ミズパックマン メイズマッドネス (PS)
- 12月 - とれるまでチャレンジ (プライズ)
- 12月 - ナムコスターズ (メダル)
- 12月 - ファンキューブ (メダル)

#### 2001年
- 1月 - ナムコワンダークラシック (WS)（開発：バンダイ）
- 2月 - 太鼓の達人
- 2月 - フォトバトール
- 2月 - ポケットキング (GBC)
- 3月 - ボルフォス (PS)
- 3月 - ミスタードリラーグレート
- 3月 - GAHAHA・一発堂（開発：メトロ）
- 3月 - ヴァンパイアナイト  （共同開発：ワウ エンターテイメント（現在はセガに統合））
- 3月 - 風のクロノア2 〜世界が望んだ忘れもの〜 (PS2)
- 3月 - ピラミッドミステリー (メダル)
- 3月 - ナイスドッジ (エレメカ)
- 4月 - タイムクライシス プロジェクトタイタン (PS)
- 4月 - SUPERワールドスタジアム2001
- 4月 - ナイスピンポン2 (エレメカ)
- 5月 - ワールドスタジアム5 (PS)
- 5月 - ファンキューブ2 (メダル)
- 6月 - ビーパニック (プライズ)
- 7月 - ナイスピッチ2 (エレメカ)
- 7月 - ハッピープラネット (メダル) - シューティングメダルシリーズ
- 8月 - 太鼓の達人2
- 8月 - 料理の達人2 (プライズ)
- 8月 - ホンネ発見キ
- 9月 - ACE COMBAT 04 shattered skies (PS2)
- 9月 - GAHAHA・一発堂2（開発：メトロ）
- 9月 - ファンキューブ3 (メダル)
- 11月 - ノックダウン2001 (エレメカ)
- 12月 - ことばのパズル もじぴったん
- 12月 - 湾岸ミッドナイト（開発：元気）
- 12月 - MotoGP2 (PS2)
- 12月 - HEIWA Parlor! PRO ブンドリキングスペシャル (PS)（開発：日本テレネット）
- 12月 - おやつちょーだい！ (プライズ) - チャオキッズ!シリーズ
- 12月 - じゃんけんしようよ！ (プライズ) - チャオキッズ!シリーズ
- 12月 - どんぐりどーこだ？ (プライズ) - チャオキッズ!シリーズ
- 12月 - ワイワイクリッパー (プライズ)
- 12月 - ねこショット！ (メダル) - プチプチメダルシリーズ第1弾
- 12月 - ぱっくんレストラン (メダル) - プチプチメダルシリーズ第2弾

#### 2002年
- 1月 - テイルズ オブ ファンダム Vol.1 (PS) - テイルズオブシリーズのファンディスク
- 2月 - スマッシュコート プロトーナメント (PS2) - のちにアーケードに逆移植
- 2月 - ゼノサーガ エピソードI［力への意志］ (PS2)（開発：モノリスソフト）
- 3月 - すごろチックJAPAN (メダル) - WIDEISM SP-02シリーズ
- 3月 - 太鼓の達人3
- 3月 - 熱チュー!プロ野球2002 (AC) - 翌月にPS2版も発売。
- 3月 - パニクルパネクル
- 3月 - パズボール (メダル) - WIDEISM SP-02シリーズ
- 3月 - アルペンレーサー3 (PS2)
- 3月 - ガンダムメダルシューティング ～V作戦発動! (メダル) - シューティングメダルシリーズ
- 3月 - ファンキューブ4 (メダル)
- 3月 - わくわくかんらんしゃ (メダル) - プチプチメダルシリーズ第3弾
- 4月 - クロノアビーチバレー 最強チーム決定戦! (PS)
- 4月 - グラスでドンピシャ！ (プライズ)
- 4月 - ナイスシュート (エレメカ)
- 7月 - ソウルキャリバーII - 翌年PS2、GC、Xboxに家庭用移植が3機種同時に発売。
- 7月 - スタートリゴン
- 7月 - パックマンワールド2 (PS2)
- 7月 - つっこみ養成ギプス ナイス★ツッコミ - 開発：メトロ
- 7月 - おてんきテンちゃん (メダル) - プチプチメダルシリーズ第4弾
- 7月 - ぶんぶんブーメラン (メダル) - プチプチメダルシリーズ第5弾
- 7月 - にがおえぴったんこ (メダル) - プチプチメダルシリーズ第6弾
- 10月 - ナムコスーパーウォーズ (WS)（開発：バンダイ）
- 10月 - 太鼓の達人 タタコンでドドンがドン (PS2)
- 10月 - 宇宙大作戦チョコベーダー CONTACTEE
- 10月 - ワイワイクリッパー ブルーバージョン (プライズ)
- 11月 - テイルズ オブ デスティニー2 (PS2)
- 11月 - デッド トゥ ライツ (Xbox)
- 11月 - ハッピーおみくじ (メダル) - プチプチメダルシリーズ第7弾
- 11月 - ドキドキ!フラワー (メダル) - プチプチメダルシリーズ第8弾
- 11月 - きせかえスタジオ (メダル) - プチプチメダルシリーズ第9弾
- 12月 - 太鼓の達人4
- 12月 - 魔斬
- 12月 - ドラゴンクロニクル
- 12月 - 宇宙大作戦チョコベーダー ウチュウからの侵略者 (GBA)
- 12月 - ミスタードリラードリルランド (GC)
- 12月 - スウィートランド4 ブルーバージョン (プライズ)
- 12月 - スロットの王子様 (メダル) - WIDEISM SP-02シリーズ
- 12月 - ファンキューブ5 (メダル)

#### 2003年
- 1月 - ことばのパズル もじぴったん (PS2)
- 1月 - ことばのパズル もじぴったん アドバンス (GBA)
- 2月 - ヴィーナス&ブレイブス〜魔女と女神と滅びの予言〜 (PS2)
- 2月 - MotoGP3 (PS2)
- 3月 - 青春クイズカラフルハイスクール （開発：エイティング）
- 3月 - 太鼓の達人 ドキッ!新曲だらけの春祭り (PS2)
- 3月 - タイムクライシス3
- 3月 - トレトレクリッパー (プライズ)
- 4月 - 熱チュー!プロ野球2003 (PS2)
- 4月 - ゆめりあ (PS2)
- 5月 - スウィートランドプラス (プライズ)
- 7月 - ビッグスウィートランド (プライズ)
- 7月 - ハチエモン (GBA)
- 7月 - 羊飼いのペター (メダル) - WIDEISM SP-02シリーズ
- 8月 - テイルズ オブ ファンタジア（GBA）
- 8月 - テイルズ オブ シンフォニア (GC)
- 10月 - 太鼓の達人5
- 10月 - 太鼓の達人 あっぱれ三代目 (PS2)
- 10月 - 熱チュー!プロ野球2003 秋のナイター祭り (PS2)
- 11月 - R:RACING EVOLUTION (PS2)
- 11月 - バテン・カイトス 終わらない翼と失われた海 (GC)
- 11月 - ゼノサーガ エピソードI リローディッド［力への意志］ (PS2)（開発：モノリスソフト）
- 12月 - ドンキーコンガ（発売元：任天堂）
- 12月 - 太鼓の達人 わくわくアニメ祭り (PS2)

#### 2004年
- 2月 - ブレイクダウン (Xbox)
- 3月 - 塊魂 (PS2)
- 3月 - 熱チュー!プロ野球2004 (PS2)
- 3月 - 世界化石発見！ (メダル) - WIDEISM SP-02シリーズ
- 4月 - ケイナ (PS2)
- 4月 - ゼノサーガ フリークス (PS2) - ゼノサーガのファンディスク
- 5月 - フットボールキングダム -トライアルエディション- (PS2)
- 6月 - スポーン 運命の鎖 (PS2)
- 6月 - ゼノサーガ エピソードII［善悪の彼岸］ (PS2) （開発：モノリスソフト）
- 7月 - スマッシュコート プロトーナメント2 (PS2)
- 7月 - ドンキーコンガ2 ヒットソングパレード（発売元：任天堂）
- 7月 - 太鼓の達人6
- 7月 - 太鼓の達人 あつまれ! 祭りだ!! 四代目 (PS2)
- 7月 - 湾岸ミッドナイト MAXIMUM TUNE - 同名漫画のゲーム化（開発：ポリゴンマジック）
- 7月 - スウィートランド4 ブライトバージョン (プライズ)
- 7月 - クレナフレックス (プライズ)
- 7月 - 龍華麻雀 (メダル)
- 8月 - ストリート・レーシング・シンジケート
- 9月 - スウィートランド4 サクラバージョン (プライズ)
- 9月 - テイルズ オブ シンフォニア（PS2）
- 10月 - ACE COMBAT 5 THE UNSUNG WAR (PS2)
- 11月 - スウィートスクーパー (プライズ)
- 11月 - ダイスロン (メダル) - WIDEISM SP-02シリーズ
- 11月 - 鉄拳5
- 12月 - 太鼓の達人 ゴー!ゴー!五代目 (PS2)
- 12月 - テイルズ オブ リバース (PS2)
- 12月 - ことばのパズル もじぴったん大辞典 (PSP)

#### 2005年
- 1月 - デス バイ ディグリーズ 鉄拳：ニーナ ウイリアムズ (PS2)
- 2月 - スターフォックス アサルト（発売元：任天堂）
- 3月 - パックピクス
- 3月 - 太鼓の達人 TAIKO DRUM MASTER (PS2) - 北米版『Taiko Drum Master』の逆輸入版。
- 3月 - ドンキーコンガ3 食べ放題!春もぎたて50曲♪（発売元：任天堂）
- 3月 - ボールポムライン (メダル) - WIDEISM SP-02シリーズ
- 3月 - 龍華麻雀Ⅱ (メダル)
- 4月 - 機動戦士ガンダム 一年戦争（発売元：バンダイ）
  - 本作の開発がバンダイとの経営統合のきっかけとなる。
- 4月 - ベースボールライブ2005 (PS2)
- 4月 - 湾岸ミッドナイト MAXIMUM TUNE 2 - 同名漫画のゲーム化（開発：ポリゴンマジック）
- 4月 - メダルの達人ドキッ!大当たりだらけのすごろく祭り (メダル)
- 5月 - NAMCO x CAPCOM (PS2) （開発：モノリスソフト）
- 7月 - みんな大好き塊魂 (PS2)
- 7月 - ナムコレクション (PS2)
- 7月 - スーパーマリオスタジアム ミラクルベースボール（発売元：任天堂）
- 7月 - 太鼓の達人7
- 7月 - THE IDOLM@STER (AC)（開発：メトロ）
- 7月 - パックンロール
- 8月 - 太鼓の達人 とびっきり!アニメスペシャル (PS2)
- 8月 - テイルズ オブ レジェンディア (PS2)
- 8月 - 太鼓の達人 ぽ〜たぶる (PSP)
- 9月 - ディグダグ ディギング ストライク
- 9月 - MotoGP4 (PS2)
- 9月 - アーバンレイン (PS2)
- 10月 - クリティカル ベロシティ (PS2)
- 10月 - クレナワイド (プライズ)
- 10月 - カウンターストライク ネオ
- 11月 - ソウルキャリバーIII (PS2)
- 11月 - コブラ・ジ・アーケード
- 11月 - カジノウィナー (メダル) - スラントプッシャーシリーズ
- 11月 - ファントムシップ (メダル) - スラントプッシャーシリーズ
- 12月 - 太鼓の達人 わいわいハッピー!六代目 (PS2)
- 12月 - テイルズ オブ ジ アビス (PS2)
- 12月 - 鉄拳5 DARK RESURRECTION
- 12月 - リッジレーサー6
- 12月 - 僕の私の塊魂 (PSP)
- 12月 - パズキューブ (メダル) - WIDEISM SP-02シリーズ
- 12月 - マリオカート アーケードグランプリ（任天堂と共同開発） - 旧ナムコ最後のアーケードゲーム作品

#### 2006年
- 1月 - ナムコミュージアム アーケード HITS! (PS2)
- 2月 - 中原の覇者 -三国将星伝-
- 2月 - 右脳の達人 爽解!まちがいミュージアム
- 2月 - このクイズ野郎っ!!
- 3月 - 太鼓の達人8
- 3月 - ACE COMBAT ZERO THE BELKAN WAR (PS2)
- 3月 - ゼノサーガI・II（開発：モノリスソフト） - 旧ナムコ最後のゲーム作品

## バンダイナムコゲームス設立後の作品一覧

### ナムコレーベル

#### 2006年
- 4月 - ドルアーガオンライン THE STORY OF AON
- 4月 - プロ野球 熱スタ2006 (PS2)
- 5月 - Love FOOTBALL 青き戦士たちの軌跡 (Xbox 360)
- 6月 - 怪盗ルソー (DS)
- 6月 - タイムクライシス4（開発：ネクスエンタテインメント）
- 7月 - ゼノサーガ エピソードIII［ツァラトゥストラはかく語りき］ (PS2)（開発：モノリスソフト）
- 7月 - 今日からマ王! はじマりの旅 (PS2)
- 7月 - ポータブル・アイランド 手のひらのリゾート（開発：キャトルコール）
- 8月 - 気持ちよさ連鎖パズル トリオンキューブ (DS)
- 8月 - ケロロ軍曹 地球侵略司令...であります！ (メダル) - キャラクターワイドプッシャーシリーズ
- 9月 - 太鼓の達人 ぽ〜たぶる2 (PSP)
- 9月 - テイルズ オブ ファンタジア（PSP）
- 9月 - リッジレーサーズ2 (PSP)
- 9月 - 右脳の達人 ひらめき子育てマイエンジェル (DS)
- 9月 - バウンティ ハウンズ (PSP)
- 10月 - テイルズ オブ ザ テンペスト (DS)（開発：ディンプス）
- 10月 - エースコンバットX スカイズ・オブ・デセプション (PSP)（開発：アクセスゲームズ）
- 11月 - リッジレーサー7 (PS3)
- 11月 - スウィートランドプレミア (プライズ)
- 12月 - 太鼓の達人 ドカッ!と大盛り七代目 (PS2)
- 12月 - テイルズ オブ ザ ワールド-レディアント マイソロジー (PSP)（開発：アルファ・システム）
- 12月 - 縁日の達人 (Wii)
- 12月 - どこでもラクラク!DS家計簿 (DS)
- 12月 - 平成教育委員会DS (DS)
- 12月 - 太鼓の達人9
- 12月 - みんなで鍛える全脳トレーニング

#### 2007年
- 1月 - THE IDOLM@STER (Xbox 360)
- 2月 - クレヨンしんちゃん チョコビハンターしんのすけ (メダル) - キャラクターワイドプッシャーシリーズ
- 2月 - メダルの達人2 あつまれ!ゴー!ゴー!双六戦隊ドンレンジャーファイブ (メダル)
- 3月 - 美味しんぼ DSレシピ集 (DS)
- 3月 - 右脳の達人 爽解!まちがいミュージアム2 (DS)
- 3月 - マリオカート アーケードグランプリ2（任天堂と共同開発）
- 3月 - ことばのパズル もじぴったんDS (DS)
- 4月 - プロ野球 熱スタ2007 (PS2)
- 6月 - トラスティベル ショパンの夢 (PS3)（開発：トライクレッシェンド）
- 6月 - みずいろブラッド（DS）
- 6月 - テイルズ オブ ファンダム Vol.2 (PS2)
- 6月 - 山川出版社監修 詳説日本史B 総合トレーニング (DS)
- 6月 - 山川出版社監修 詳説世界史B 総合トレーニング (DS)
- 7月 - 両面牌麻雀 (モバイル)
- 7月 - 湾岸ミッドナイト MAXIMUM TUNE 3
- 7月 - 太鼓の達人10
- 7月 - 太鼓の達人DS タッチでドコドン! (DS)
- 9月 - 百獣大戦アニマルカイザー
- 9月 - 今日からマ王! 眞マ国の休日（リミテッドBOX版）
- 10月 - ビューティフル塊魂 (Xbox 360)
- 11月 - エースコンバット6 解放への戦火 (Xbox 360)
- 11月 - ゲームセンターCX 有野の挑戦状 (DS)（開発：インディーズ・ゼロ）
- 11月 - 鉄拳6 (AC)
- 12月 - テイルズ オブ イノセンス (DS)（開発：アルファ・システム）
- 12月 - 平成教育委員会DS 全国統一模試スペシャル (DS)
- 12月 - はねるのトびらWii ギリギリッス (Wii)
- 12月 - はねるのトびらDS 短縮鉄道の夜 (DS)
- 12月 - みんなで遊ぼう!ナムコカーニバル (Wii)
- 12月 - ソウルキャリバー レジェンズ (Wii)
- ?月 - ワニワニパニック3 (エレメカ)（販売：ホープ

#### 2008年
- 1月 - ファミリースキー (Wii)
- 2月 - THE IDOLM@STER LIVE FOR YOU! (Xbox 360)
- 3月 - 太鼓の達人11
- 3月 - ことばのパズル もじぴったんWii (Wii)
- 3月 - ゲゲゲの鬼太郎 妖怪横丁 まつりでバトルじゃ！ (メダル) - キャラクターワイドプッシャーシリーズ
- 4月 - めっちゃ!太鼓の達人DS 7つの島の大冒険 (DS)
- 6月 - テイルズ オブ シンフォニア -ラタトスクの騎士-
- 6月 - 99のなみだ
- 6月 - ぼくらのテレビゲーム検定 ピコッと!うでだめし (DS)
- 6月 - 海物語 ラッキーマリンシアター (メダル)
- 7月 - ソウルキャリバーIV
- 7月 - パンダさん日記
- 8月 - テイルズ オブ ヴェスペリア（Xbox 360、PS3）
- 8月 - ギャラガレギオンズ（Xbox 360）
- 9月 - トラスティベル 〜ショパンの夢〜 ルプリーズ　（開発：トライクレッシェンド）
- 10月 - スカイ・クロラ イノセン・テイセス　（開発：アクセスゲームズ）
- 10月 - ハッピーダンスコレクション
- 11月 - ファミリースキー ワールドスキー＆スノーボード
- 12月 - 風のクロノア door to phantomile (Wii)
- 12月 - テイルズ オブ ハーツ
- 12月 - 太鼓の達人Wii (Wii)
- 12月 - 太鼓の達人12
- 12月 - 湾岸ミッドナイト MAXIMUM TUNE 3DX
- 12月 - 鉄拳6 BLOODLINE REBELLION
- 12月 - PowerUp Forever (ダウンロード配信版 ※パッケージ版無し)

#### 2009年
- 1月 - FRAGILE 〜さよなら月の廃墟〜　（開発：トライクレッシェンド）
- 1月 - ひらめきアクション ちびっこワギャンの大きな冒険
- 1月 - テイルズ オブ ザ ワールド レディアント マイソロジー2
- 2月 - のびのびBOY
- 2月 - THE IDOLM@STER SP
- 2月 - サクッとハマれるホリホリアクション ミスタードリラー
- 2月 - 眺めるだけで賢くなれる!もじぴったんしりとり時計
- 3月 - レイジングストーム（開発：ネクスエンタテインメント）
- 3月 - ころがしパズル塊魂
- 4月 - 弐輪 -NIRIN-
- 4月 - プロ野球 ファミスタDS2009
- 5月 - 有罪×無罪
- 5月 - マッスル行進曲
- 7月 - 塊魂トリビュート
- 7月 - 太鼓の達人12 ド〜ン!と増量版
- 8月 - テイルズ オブ バーサス　（開発：マトリックス）
- 8月 - ソウルキャリバー Broken Destiny
- 8月 - 写して実感!ダイエットメモ
- 8月 - INVINCIBLE TIGER THE LEGEND OF HAN TAO (ダウンロード配信版 ※パッケージ版無し)
- 9月 - たべモン
- 9月 - アイドルマスター ディアリースターズ
- 10月 - TANK!TANK!TANK!（開発：アプシィ）
- 10月 - 鉄拳6
- 10月 - エースコンバットXi スカイズ・オブ・インカージョン　（開発：アクセスゲームズ）
- 10月 - ブルードラゴン 異界の巨獣　（開発：ミストウォーカー / トライクレッシェンド）
- 11月 - 太鼓の達人Wii ドドーンと2代目! (Wii)
- 12月 - 太鼓の達人13
- 12月 - ビックレナ
- 12月 - テイルズ オブ グレイセス
- 12月 - かめにんマーチャント!

#### 2010年
- 1月 - 魔法少女リリカルなのはA's PORTABLE -THE BATTLE OF ACES- （開発：ウィッチクラフト）
- 2月 - ゴッドイーター （開発：シフト）
- 2月 - 山川出版社監修 詳説世界史B 新・総合トレーニングPLUS
- 2月 - 山川出版社監修 詳説日本史B 新・総合トレーニングPLUS
- 3月 - ケロロRPG 騎士と武者と伝説の海賊 （開発：セブンスコード）
- 3月 - 湾岸ミッドナイト MAXIMUM TUNE 3DX+
- 3月 - プロ野球 ファミスタDS2010
- 4月 - デッドストームパイレーツ
- 7月 - DEAD TO RIGHTS：RETRIBUTION
- 7月 - 太鼓の達人DS ドロロン! ヨーカイ大決戦!! (DS)
- 8月 - エースコンバットX2 ジョイントアサルト （開発：アクセスゲームズ）
- 8月 - テイルズ オブ ファンタジア なりきりダンジョンX
- 9月 - 太鼓の達人14
- 10月 - ENSLAVED ODYSSEY TO THE WEST
- 10月 - ビッグスリー ガンシューティング
- 10月 - ゴッドイーター バースト （開発：シフト）
- 11月 - パックマン チャンピオンシップ エディション DX
- 11月 - 体で答える新しい脳トレ
- 11月 - みんなとキミの ピラメキーノ!
- 11月 - すべてがつながる気持ちよさ! コトバシる
- 11月 - 太鼓の達人Wii みんなでパーティ☆3代目! (Wii)
- 12月 - テイルズ オブ グレイセス エフ
- 12月 - フィットネス パーティ
- 12月 - パックマンパーティ
- 12月 - 海物語 ラッキーマリンシアター スペシャル (メダル)

#### 2011年
- 1月 - 中原の覇者 −三国将星伝−
- 2月 - アイドルマスター2
- 2月 - テイルズ オブ ザ ワールド レディアント マイソロジー3
- 2月 - リッジレーサー3D
- 3月 - パックマンバトルロイヤル
- 3月 - プロ野球 ファミスタ2011
- 4月 - クレナ2クイーン
- 4月 - マキシマムヒート
- 6月 - パックマン&ギャラガ ディメンションズ
- 7月 - 太鼓の達人 ぽ〜たぶるDX (PSP)
- 8月 - ギャラガレギオンズDX（ダウンロード配信版 ※パッケージ版無し）
- 9月 - テイルズ オブ エクシリア
- 10月 - エースコンバット アサルト・ホライゾン
- 11月 - 太鼓の達人（新筐体版）
- 11月 - 太鼓の達人Wii 決定版 (Wii)
- 11月 - ゴーバケーション
- 12月 - ポケモンメダルワールド (メダル)
- 12月 - リッジレーサー
- 12月 - 湾岸ミッドナイト MAXIMUM TUNE 4 （開発：元気）
- 12月 - 鉄拳 HYBRID
- 12月 - 塊魂 ノ・ビ〜タ

#### 2012年
- 1月 - エースコンバット3D クロスランブル （開発：アクセスゲームズ）
- 1月 - テイルズ オブ イノセンス R （開発：セブンスコード）
- 2月 - ソウルキャリバーV
- 2月 - 鉄拳 3D プライム エディション
- 2月 - テイルズ オブ ザ ヒーローズ ツインブレイヴ
- 3月 - パックマンパーティ3D
- 7月 - ダークエスケープ 3D （開発：ネクスエンタテインメント）
- 7月 - 太鼓の達人 ちびドラゴンと不思議なオーブ
- 7月 - 太鼓の達人 KATSU-DON
- 8月 - ビッグバンスマッシュ
- 9月 - 鉄拳タッグトーナメント2
- 10月 - アイドルマスター シャイニーフェスタ グルーヴィー チューン
- 10月 - アイドルマスター シャイニーフェスタ ハニー サウンド
- 10月 - アイドルマスター シャイニーフェスタ ファンキー ノート
- 11月 - テイルズ オブ エクシリア2
- 11月 - 釣りスピリッツ
- 11月 - 太鼓の達人Wii 超ごうか版 (Wii)
- 12月 - 鉄拳タッグトーナメント2 Wii U EDITION

#### 2013年
- 3月 - テイルズ オブ ハーツ R （開発：セブンスコード）
- 3月 - 友情装着!ブットバースト
- 3月 - 海物語 ラッキーマリンシアター デラックス (メダル)
- 3月 - 太鼓の達人 ソライロver
- 6月 - クマ・トモ （開発：アリカ）
- 7月 - マリオカート アーケードグランプリDX（任天堂と共同開発）
- 8月 - ディズニー マジックキャッスル マイ・ハッピー・ライフ
- 10月 - テイルズ オブ シンフォニア ユニゾナントパック
- 11月 - ゴッドイーター2 （開発：シフト）
- 11月 - 太鼓の達人 Wii Uば〜じょん!
- 11月 - ディズニー インフィニティ トイ・ボックス・チャレンジ
- 12月 - 太鼓の達人 モモイロver
- 12月 - 劇場版 魔法少女まどか☆マギカ The Battle Pentagram （開発：スタジオアートディンク） - ナムコレーベル最後のパッケージ版家庭用ゲーム作品
- ?月 - クレナ2ジャック

#### 2014年
- 1月 - マッハストーム - ナムコレーベル最後のアーケードゲーム作品
- 2月 - ソウルキャリバー ロストソード - ナムコレーベル最後のゲーム作品

### バンダイレーベル

#### 2006年
- 4月 - 交響詩篇エウレカセブン　（開発：インティ・クリエイツ）
- 4月 - ドラゴンボールZ 真武道会　（開発：ディンプス）
- 4月 - 黄金騎士牙狼＜GARO＞ (PS2)
- 4月 - 新世紀エヴァンゲリオン2 造られしセカイ-another cases-　（開発：アルファ・システム）
- 5月 - エウレカセブン NEW VISION
- 5月 - .hack//G.U. Vol.1 再誕 (PS2)（開発：サイバーコネクトツー）
- 5月 - 宇宙刑事魂 (PS2)（開発：デジフロイド）
- 6月 - デジモンストーリー
- 6月 - 格闘美神 武龍　（開発：ドリームファクトリー）
- 6月 - 超ドラゴンボールZ　（開発：クラフト&マイスター）
- 7月 - クイズ機動戦士ガンダム 問・戦士DX（開発：クラフト&マイスター）
- 7月 - ゼーガペイン XOR （開発：キャビア）
- 7月 - バトルスタジアムD.O.N (PS2)（開発：エイティング、Q ENTERTAINMENT）
- 7月 - キン肉マン マッスルグランプリMAX (PS2)（開発：アキ）
- 7月 - たまごっちのプチプチおみせっち ごひーきに　（開発：ディンプス）
- 8月 - SDガンダム GGENERATION PORTABLE　（開発：トムクリエイト）
- 8月 - Every Extend Extra（開発：キューエンタテインメント）
- 8月 - BLOOD+ One Night Kiss (PS2)（開発：グラスホッパー・マニファクチュア）
- 9月 - .hack//G.U. Vol.2 君想フ声 (PS2)（開発：サイバーコネクトツー）
- 10月 - ガンダムバトルロワイヤル　（開発：スタジオアートディンク）
- 10月 - ドラゴンボールZ Sparking!NEO (PS2)（開発：スパイク）
- 10月 - キャプテン翼 (PS2)
- 10月 - ジョジョの奇妙な冒険 ファントムブラッド (PS2)
- 11月 - NARUTO -ナルト- 木の葉スピリッツ (PS2)
- 11月 - 機動戦士ガンダム Target in Sight　（開発：ベック）
- 11月 - 仮面ライダーカブト (PS2)（開発：デジフロイド）
- 11月 - カルドセプト サーガ　（開発：ロケットスタジオ）
- 11月 - デジモンセイバーズ アナザーミッション (PS2)
- 12月 - SDガンダム スカッドハンマーズ　（開発：ベック）
- 12月 - 機動戦士ガンダムSEED DESTINY 連合vs.Z.A.F.T.II PLUS (PS2)（開発：カプコン）

#### 2007年
- 1月 - .hack//G.U. Vol.3 歩くような速さで　（開発：サイバーコネクトツー）
- 2月 - 聖闘士星矢 冥王ハーデス十二宮編　（開発：ディンプス）
- 3月 - ガンダム無双　（開発：コーエー）
- 4月 - 機動戦士ガンダムSEED 連合vs.Z.A.F.T. PORTABLE
- 4月 - のだめカンタービレ　（開発：ディンプス）
- 5月 - カスタムビートバトル ドラグレイド　（開発：ディンプス）
- 6月 - ドラゴンボールZ 真武道会2　（開発：ディンプス）
- 6月 - みずいろブラッド　（開発：クラフト&マイスター）
- 6月 - 若林史江のDS株レッスン♪
- 7月 - NARUTO-ナルト-疾風伝 ナルティメットアクセル　（開発：サイバーコネクトツー）
- 9月 - たまごっちのプチプチおみせっち みなサンきゅ〜!　（開発：ディンプス）
- 9月 - デルトラクエスト 七つの宝石
- 10月 - ガンダムバトルクロニクル　（開発：スタジオアートディンク）
- 10月 - ドラゴンボールZ Sparking! METEOR　（開発：スパイク）
- 11月 - 装甲騎兵ボトムズ 　（開発：ユークス）
- 11月 - SDガンダム GGENERATION SPIRITS　（開発：トムクリエイト）
- 12月 - 涼宮ハルヒの約束　（開発：ガイズウェア）
- 12月 - NARUTO-ナルト-疾風伝 ナルティメットアクセル2　（開発：サイバーコネクトツー）

#### 2008年
- 2月 - 機動戦士ガンダム ギレンの野望 アクシズの脅威
- 3月 - コードギアス 反逆のルルーシュ LOST COLORS　（開発：クラフト&マイスター）
- 4月 - とったど〜 よゐこの無人島生活。　（開発：デジフロイド）
- 5月 - エンブレム オブ ガンダム　（開発：ベック）
- 6月 - ドラゴンボールZ バーストリミット　（開発：ディンプス）
- 7月 - ガンダムバトルユニバース　（開発：スタジオアートディンク）
- 6月 - ガンダム オペレーショントロイ　（開発：ディンプス）
- 9月 - ドラゴンボールDS
- 9月 - キン肉マン マッスルグランプリ2 特盛　（開発：アキ）
- 10月 - 機動戦士ガンダム00 ガンダムマイスターズ 　（開発：ユークス）
- 10月 - マクロスエースフロンティア　（開発：スタジオアートディンク）
- 10月 - 大怪獣バトルウルトラコロシアム　（開発：メトロ）
- 11月 - 機動戦士ガンダム ガンダムVS.ガンダム（開発：カプコン） - PSP版
- 11月 - たまごっちのキラキラおみせっち
- 12月 - ドラゴンボールZ インフィニットワールド　（開発：ディンプス）

#### 2009年
- 1月 - NARUTO-ナルト- ナルティメットストーム　（開発：サイバーコネクトツー）
- 2月 - ゲームセンターCX 有野の挑戦状2　（開発：インディーズ・ゼロ）
- 2月 - 超劇場版ケロロ軍曹 撃侵ドラゴンウォリアーズであります!　（開発：インティ・クリエイツ）
- 2月 - デスティニーリンクス　（開発：ベック）
- 3月 - 機動戦士ガンダム 戦場の絆 ポータブル　（開発：アクセスゲームズ）
- 3月 - ドラゴンボール エヴォリューション　（開発：ディンプス）
- 6月 - ヱヴァンゲリヲン:序　（開発：ベック）
- 7月 - ドラゴンボール 天下一大冒険　（開発：メディア・ビジョンエンタテインメント）
- 8月 - SDガンダム GGENERATION WARS　（開発：トムクリエイト）
- 8月 - 仮面ライダー クライマックスヒーローズ　（開発：エイティング）
- 9月 - 機動戦士ガンダム戦記 (PlayStation 3)　（開発：ベック）
- 9月 - バトルスピリッツ 輝石の覇者　（開発：ディンプス）
- 10月 - マクロスアルティメットフロンティア　（開発：スタジオアートディンク）
- 11月 - ドラゴンボール レイジングブラスト　（開発：スパイク）
- 12月 - 怪獣バスターズ
- 12月 - 仮面ライダー クライマックスヒーローズW　（開発：エイティング）
- 12月 - 機動戦士ガンダム ガンダムVS.ガンダムNEXT PLUS（開発：カプコン）
- 12月 - NARUTO-ナルト-疾風伝 ナルティメットアクセル3　（開発：サイバーコネクトツー）

#### 2010年
- 2月 - 行列のできる法律相談所
- 3月 - ガンダムアサルトサヴァイブ　（開発：スタジオアートディンク）
- 3月 - クレヨンしんちゃん おバカ大忍伝 すすめ!カスカベ忍者隊!
- 3月 - .hack//Link　（開発：サイバーコネクトツー）
- 6月 - クラッシュ・オブ・ザ・タイタンズ：タイタンの戦い
- 10月 - 劇場版マクロスF〜イツワリノウタヒメ〜 Hybrid Pack
- 10月 - Solatorobo それからCODAへ　（開発：サイバーコネクトツー）
- 10月 - NARUTO-ナルト-疾風伝 ナルティメットストーム2　（開発：サイバーコネクトツー）
- 11月 - ドラゴンボール レイジングブラスト2　（開発：スパイク）
- 12月 - AKB1/48 アイドルと恋したら…　（開発：スタジオアートディンク）
- 12月 - 仮面ライダー クライマックスヒーローズ オーズ　（開発：エイティング）

#### 2011年
- 2月 - SDガンダム GGENERATION WORLD　（開発：トムクリエイト）
- 2月 - マクロストライアングルフロンティア　（開発：スタジオアートディンク）
- 3月 - ガンダム ザ・スリーディーバトル　（開発：スタジオアートディンク）
- 3月 - STAR DRIVER 輝きのタクト 銀河美少年伝説　（開発：クラフト&マイスター）
- 3月 - 飛び出せ!科学くん 〜地球大探検!謎の珍怪生物に挑め!〜　（開発：デジフロイド）
- 5月 - 涼宮ハルヒの追想　（開発：ガイズウェア）
- 6月 - ガンダムメモリーズ 〜戦いの記憶〜　（開発：B.B.スタジオ）
- 6月 - タッチ!ダブルペンスポーツ　（開発：インディーズ・ゼロ）
- 7月 - Knights Contract (ナイツコントラクト)
- 8月 - オール仮面ライダー ライダージェネレーション　（開発：セブンスコード）
- 8月 - 機動戦士ガンダム 新ギレンの野望
- 8月 - スーパー戦隊バトル レンジャークロス　（開発：パオン）
- 8月 - トリコ グルメサバイバル!　（開発：ナツメ）
- 10月 - AKB1/48 アイドルとグアムで恋したら…　（開発：スタジオアートディンク）
- 10月 - 劇場版マクロスF〜サヨナラノツバサ〜 Hybrid Pack　（開発：スタジオアートディンク）
- 11月 - 海賊戦隊ゴーカイジャー あつめて変身!35戦隊!　（開発：ナツメ）
- 11月 - 聖闘士星矢戦記　（開発：ディンプス）
- 12月 - SDガンダム GGENERATION 3D　（開発：トムクリエイト）
- 12月 - 仮面ライダー クライマックスヒーローズ フォーゼ　（開発：エイティング）
- 12月 - クレヨンしんちゃん 宇宙DEアチョー!? 友情のおバカラテ!!　（開発：インティ・クリエイツ）
- 12月 - 機動戦士ガンダム エクストリームバーサス（開発：バイキング） - PlayStation 3版
- 12月 - ドラゴンボール アルティメットブラスト　（開発：スパイク）

#### 2012年
- 1月 - 機動戦士ガンダム 木馬の軌跡　（開発：リバース）
- 2月 - NARUTO-ナルト-疾風伝 ナルティメットストームジェネレーション　（開発：サイバーコネクトツー）
- 3月 - 機動戦士ガンダムUC　（開発：フロム・ソフトウェア）
- 3月 - ワンピース 海賊無双　（開発：コーエーテクモゲームス）
- 4月 - ちょ〜りっち!たまごっちのプチプチおみせっち　（開発：パオン）
- 5月 - みんなの縁日　（開発：リベル・エンタテインメント）
- 6月 - 機動戦士ガンダムSEED BATTLE DESTINY　（開発：スタジオアートディンク）
- 6月 - ゴン バクバクバクバクアドベンチャー　（開発：インティ・クリエイツ）
- 7月 - デジモンワールド リ:デジタイズ　（開発：トライクレッシェンド / 24Frame）
- 7月 - 逃走中 史上最強のハンターたちからにげきれ!　（開発：インフィニティー）
- 7月 - トリコ グルメサバイバル!2　（開発：ナツメ）
- 8月 - オール仮面ライダー ライダージェネレーション2　（開発：セブンスコード）
- 8月 - 機動戦士ガンダムAGE COSMIC DRIVE　（開発：レベルファイブ）
- 8月 - 機動戦士ガンダムAGE UNIVERSE ACCEL　（開発：レベルファイブ）
- 9月 - SDガンダム GGENERATION OVERWORLD　（開発：トムクリエイト）
- 9月 - TIGER & BUNNY オンエアジャック!　（開発：ナツメ）
- 9月 - 特命戦隊ゴーバスターズ　（開発：キャトルコール）
- 9月 - HUNTER×HUNTER ワンダーアドベンチャー
- 10月 - 時と永遠 〜トキトワ〜　（開発：イメージエポック）
- 11月 - アイカツ! シンデレラレッスン　（開発：ハ・ン・ド）
- 11月 - でんぢゃらすじーさんと1000人のお友だち邪　（開発：インティ・クリエイツ）
- 11月 - NARUTO -ナルト-SD パワフル疾風伝
- 11月 - 仮面ライダー 超クライマックスヒーローズ　（開発：エイティング）
- 11月 - 聖闘士星矢Ω アルティメットコスモ
- 12月 - AKB1/149 恋愛総選挙　（開発：スタジオアートディンク）
- 12月 - トリコ グルメモンスターズ!
- 12月 - ワンピース ROMANCE DAWN 冒険の夜明け（開発：スリーリングス）

#### 2013年
- 1月 - デジモンアドベンチャー　（開発：プロペ）
- 1月 - 銀魂のすごろく（開発：アプシィ）
- 2月 - ドラゴンボールヒーローズ アルティメットミッション
- 2月 - マクロス30 銀河を繋ぐ歌声　（開発：スタジオアートディンク）
- 3月 - ウルトラマン オールスタークロニクル　（開発：メトロ）
- 3月 - ワンピース 海賊無双2　（開発：コーエーテクモゲームス）
- 4月 - NARUTO-ナルト-疾風伝 ナルティメットストーム3　（開発：サイバーコネクトツー）
- 5月 - 仮面ライダー バトライド・ウォー　（開発：エイティング）
- 5月 - たまごっちのドキドキ☆ドリームおみせっち
- 6月 - ガンダムブレイカー　（開発：クラフト&マイスター / イリンクス）
- 7月 - デジモンワールド リ:デジタイズ デコード　（開発：トライクレッシェンド / 24Frame）
- 7月 - トリコ グルメガバトル!　（開発：ハ・ン・ド）
- 8月 - 獣電戦隊キョウリュウジャー ゲームでガブリンチョ!!　（開発：アスペクト）
- 8月 - ジョジョの奇妙な冒険 オールスターバトル　（開発：サイバーコネクトツー）
- 9月 - ムシブギョー（開発：クラフト&マイスター）
- 9月 - 魔界王子 devils and realist 代理王の秘宝
- 10月 - 聖闘士星矢 ブレイブ・ソルジャーズ　（開発：ディンプス）
- 10月 - 戦闘中 伝説の忍とサバイバルバトル!　（開発：インフィニティー）
- 11月 - トリコ アルティメットサバイバル　（開発：ナツメアタリ）
- 11月 - バンダイナムコゲームスPRESENTS Jレジェンド列伝　（開発：ゴッチテクノロジー）
- 11月 - アイカツ! 2人のmy princess　（開発：ハ・ン・ド）
- 11月 - ONE PIECE アンリミテッドワールド レッド　（開発：ガンバリオン）
- 11月 - 仮面ライダー トラベラーズ戦記　（開発：セブンスコード）
- 12月 - 真・ガンダム無双　（開発：コーエーテクモゲームス）
- 12月 - 機動戦士ガンダム エクストリームバーサス フルブースト（開発：バイキング） - PlayStation 3版

#### 2014年
- 1月 - SHORT PEACE 月極蘭子のいちばん長い日　（開発：クリスピーズ）
- 1月 - ドラゴンボールZ BATTLE OF Z　（開発：スタジオアートディンク）
- 1月 - 機動戦士ガンダム エクストリームバーサス フルブースト（開発：バイキング）
- 3月 - ゲームセンターCX 3丁目の有野　（開発：グレフ） - バンダイレーベル最後のゲーム作品

### バンプレストレーベル
2008年4月以前の発売のゲームについてはバンプレスト#ゲームソフト分野での躍進を参照

#### 2008年
- 4月 - サモンナイト（開発：フライト・プラン） - ニンテンドーDS版
- 5月 - 無限のフロンティア スーパーロボット大戦OGサーガ　（開発：モノリスソフト）
- 6月 - スーパーロボット大戦A PORTABLE　（開発：トーセ）
- 7月 - カスタムビートバトル ドラグレイド2 （開発：ディンプス）
- 8月 - サモンナイト2　（開発：フライト・プラン） - ニンテンドーDS版
- 9月 - スーパーロボット大戦Z　（開発：バンプレソフト）

#### 2009年
- 3月 - スーパーロボット大戦Z スペシャルディスク　（開発：バンプレソフト）
- 3月 - 機動戦士ガンダム ガンダムVS.ガンダム NEXT（開発：カプコン） - 事実上バンプレストレーベル最初で最後のアーケードゲームとなった。
- 3月 - スーパーロボット大戦K　（開発：エーアイ）
- 4月 - とらドラ・ポータブル!　（開発：ガイズウェア）
- 8月 - マグナカルタ2
- 8月 - スパロボ学園　（開発：エーアイ）
- 10月 - スーパーロボット大戦NEO　（開発：さざなみ）
- 11月 - サモンナイトX 〜Tears Crown〜　（開発：シンク・アンド・フィール）
- 12月 - クイーンズブレイド スパイラルカオス

#### 2010年
- 1月 - アルトネリコ3 世界終焉の引鉄は少女の詩が弾く　（開発：ガスト）
- 2月 - 無限のフロンティアEXCEED スーパーロボット大戦OGサーガ　（開発：モノリスソフト）
- 3月 - サモンナイトグランテーゼ 滅びの剣と約束の騎士　（開発：フライト・プラン）
- 5月 - スーパーロボット大戦OGサーガ 魔装機神 THE LORD OF ELEMENTAL　（開発：ウィンキーソフト）
- 8月 - アナザーセンチュリーズエピソード:R　（開発：フロム・ソフトウェア）
- 11月 - スーパーロボット大戦L　（開発：エーアイ）

#### 2011年
- 1月 - アナザーセンチュリーズエピソード ポータブル　（開発：フロム・ソフトウェア）
- 1月 - 俺の妹がこんなに可愛いわけがない ポータブル　（開発：ガイズウェア）
- 4月 - 第2次スーパーロボット大戦Z 破界篇　（開発：B.B.スタジオ）
- 7月 - クイーンズゲイト スパイラルカオス
- 7月 - 勇現会社ブレイブカンパニー　（開発：キャトルコール）
- 11月 - ヴァイスシュヴァルツ ポータブル　（開発：B.B.スタジオ）
- 12月 - 魔法少女リリカルなのはA's PORTABLE -THE GEARS OF DESTINY-　（開発：ウィッチクラフト）

#### 2012年
- 1月 - スーパーロボット大戦OGサーガ 魔装機神II REVELATION OF EVIL GOD　（開発：ウィンキーソフト）
- 1月 - ヒーローズファンタジア　（開発：ウィッチクラフト）
- 2月 - ねんどろいど じぇねれ〜しょん
- 3月 - 魔法少女まどか☆マギカ ポータブル
- 3月 - 俺の妹がこんなに可愛いわけがない ポータブルが続くわけがない　（開発：ガイズウェア）
- 3月 - グレイトバトル フルブラスト　（開発：インティ・クリエイツ）
- 4月 - 第2次スーパーロボット大戦Z 再世篇　（開発：B.B.スタジオ）
- 8月 - 化物語 ポータブル　（開発：ディンプス）
- 9月 - アクセル・ワールド 銀翼の覚醒　（開発：ガイズウェア）
- 9月 - ロストヒーローズ　（開発：ランカース）
- 10月 - サモンナイト3　（開発：FELISTELLA） - PSP版
- 10月 - PROJECT X ZONE　（開発：モノリスソフト）
- 11月 - ココロコネクト ヨチランダム　（開発：エーアイ）
- 11月 - サモンナイト4　（開発：FELISTELLA） - PSP版
- 11月 - 第2次スーパーロボット大戦OG　（開発：トーセ）

#### 2013年
- 1月 - アクセル・ワールド 加速の頂点　（開発：ガイズウェア）
- 2月 - とある魔術と科学の群奏活劇　（開発：ガイズウェア）
- 2月 - HEROES' VS　（開発：スパイク・チュンソフト）
- 3月 - スーパーロボット大戦UX　（開発：エーアイ）
- 3月 - ソードアート・オンライン インフィニティモーメント　（開発：アクリア）
- 3月 - ビビッドレッド・オペレーション あかねとマヨっとオペレーション!
- 5月 - サモンナイト5　（開発：FELISTELLA）
- 6月 - ビビッドレッド・オペレーション -Hyper Intimate Power- （開発：デジタルメディアラボ / ウィッチクラフト / クラインコンピュータエンタテインメント）
- 7月 - スーパーロボット大戦Operation Extend　（開発：さざなみ）
- 8月 - スーパーロボット大戦OGサーガ 魔装機神III PRIDE OF JUSTICE　（開発：ウィンキーソフト）
- 9月 - 俺の妹がこんなに可愛いわけがない。 ハッピーエンド　（開発：ガイズウェア）
- 11月 - スーパーロボット大戦OG INFINITE BATTLE　（開発：B.B.スタジオ）

#### 2014年
- 2月 - 超ヒロイン戦記 - バンプレストレーベル最後のゲーム作品

### バンダイナムコゲームスレーベル

#### 2006年
- 11月 - 機動戦士ガンダム 戦場の絆
  - REV.1.00系統のバージョンは発売をバンプレスト、開発・販売をバンダイナムコゲームスが担当していたが、2008年12月より稼働のREV.2.00以上のバージョンは、開発・発売・販売全てにおいてバンダイナムコゲームスが担当している。

#### 2008年
- 6月 - スーパーマリオスタジアム ファミリーベースボール（発売元：任天堂）

#### 2010年
- 9月 - 機動戦士ガンダム エクストリームバーサス　（開発：バイキング）
  - バンダイナムコゲームスレーベル本格始動第1弾作品。

#### 2011年
- 5月 - ドラゴンボール ZENKAIバトルロイヤル
- 10月 - マミのドキドキ ティロ・フィナーレ

#### 2012年
- 3月 - 機動戦士ガンダム エクストリームバーサス フルブースト（開発：バイキング）
- 7月 - ドラゴンボール ZENKAIバトルロイヤル 超サイヤ人覚醒

#### 2013年
- 11月 - ドリフトスピリッツ

#### 2014年
- 2月 - 魁!!男塾 〜日本よ、これが男である!〜　（開発：ナツメアタリ）
  - バンダイナムコゲームスレーベル、家庭用本格始動第1弾と思われる作品。発表当初はバンダイレーベルであった。
- 2月 - 海物語 in沖縄 ウキウキバケーション
- 3月 - 機動戦士ガンダム エクストリームバーサス マキシブースト
- 3月 - 湾岸ミッドナイト MAXIMUM TUNE 5（開発：元気）
  - ロケテスト段階ではナムコレーベルだった。
- 3月 - ジェイスターズ ビクトリーバーサス　（開発：スパイク・チュンソフト）
  - 発表当初はバンダイレーベルであった。
- 4月 - 第3次スーパーロボット大戦Z 時獄篇　（開発：B.B.スタジオ）
  - 当初はバンプレストレーベルだった。
- 4月 - スーパーロボット大戦　（開発：B.B.スタジオ）
  - 本作品のHDリメイク版。
- 4月 - ソードアート・オンライン -ホロウ・フラグメント-　（開発：アクリア）
  - 当初はバンプレストレーベルだった。
- 4月 - クレヨンしんちゃん 嵐を呼ぶ カスカベ映画スターズ!　（開発：インティ・クリエイツ）
  - 当初はバンプレストレーベルだった。
- 4月 - セーラーゾンビ AKB48 アーケード・エディション　（開発：ネクスエンタテインメント）
- 4月 - テイルズ オブ アスタリア（開発：KLab）
- 5月 - 劇場版マクロスF 30th dシュディスタb BOX
- 5月 - アイドルマスター ワンフォーオール
  - 当初はナムコレーベルだった。
- 5月 - 機動戦士ガンダム サイドストーリーズ　（開発：B.B.スタジオ）
- 5月 - エースコンバット インフィニティ
- 6月 - パックワールド
- 6月 - ONE PIECE アンリミテッドワールド レッド　（開発：ガンバリオン）
- 6月 - ガールズ&パンツァー 戦車道、極めます!　（開発：トーセ）
  - 当初はバンダイレーベルだった。
- 6月 - 仮面ライダー バトライド・ウォーII　（開発：エイティング）
- 6月 - CV キャスティングボイス （開発：クラフト&マイスター）
- 7月 - 太鼓の達人 キミドリver
- 7月 - スーパーアルペンレーサー（開発：Raw Thrills）
- 7月 - ガンダムトライエイジSP
- 7月 - マリオカート アーケードグランプリDX（任天堂と共同開発）
  - 7月のバージョンアップにてナムコレーベルからバンダイナムコレーベルに変更された。
- 8月 - ドラゴンボールヒーローズ アルティメットミッション2　（開発：ディンプス）
- 8月 - スーパーロボット大戦OGサーガ 魔装機神F COFFIN OF THE END　（開発：ウィンキーソフト）
- 9月 - 大乱闘スマッシュブラザーズ for Nintendo 3DS（発売元：任天堂）
- 9月 - テンカイナイト ブレイブバトル
- 9月 - NARUTO-ナルト-疾風伝 ナルティメットストームレボリューション　（開発：サイバーコネクトツー）
- 9月 - ハイキュー!! 繋げ!頂の景色!!
- 10月 - 謎解きバトルTORE! 伝説の魔宮を復活させよ!　（開発：インフィニティー）
- 10月 - マジンボーン 時間と空間の魔神　（開発：ディンプス）
- 10月 - スーパーヒーロージェネレーション　（開発：トムクリエイト）
- 10月 - テイルズ オブ ザ ワールド レーヴ ユナイティア　（開発：ジュピター）
- 11月 - ディスク・ウォーズ:アベンジャーズ アルティメットヒーローズ
- 11月 - ワンピース 超グランドバトル! X　（開発：ガンバリオン）
- 11月 - 藤子・F・不二雄キャラクターズ 大集合!SFドタバタパーティー!!　（開発：インティ・クリエイツ）
- 11月 - ご当地鉄道 〜ご当地キャラと日本全国の旅〜　（開発：B.B.スタジオ）
- 12月 - アイカツ! 365日のアイドルデイズ （開発：ハ・ン・ド）
- 12月 - 仮面ライダー サモンライド!　（開発：エイティング）
- 12月 - はじめの一歩 （開発：ウィッチクラフト）
- 12月 - パックワールド2
- 12月 - 大乱闘スマッシュブラザーズ for Wii U（発売元：任天堂）
- 12月 - ガンダムブレイカー2（開発：クラフト&マイスター / イリンクス）
- 12月 - ゴジラ-GODZILLA-（開発：ナツメアタリ）
- 12月 - ソードアート・オンライン -コード・レジスタ-

#### 2015年
- 1月 - エースコンバット3D クロスランブル+（開発：アクセスゲームズ）
- 1月 - 弱虫ペダル 栄光への高回転（開発：インティ・クリエイツ）
- 1月 - テイルズ オブ ゼスティリア
- 2月 - ゴッドイーター2 レイジバースト（開発：シフト）
- 2月 - ドラゴンボール ゼノバース（開発：ディンプス）
- 2月 - ロストヒーローズ2（開発：ランカース）
- 2月 - 七つの大罪 真実の冤罪
- 2月 - キャプテン・アース Mind Labyrinth（開発：ガイズウェア）
- 3月 - 暗殺教室 殺せんせー大包囲網!!（開発：スリーリングス）
- 3月 - 黒子のバスケ 未来へのキズナ
- 3月 - 太鼓の達人 ムラサキver
- 3月 - 鉄拳7
- 3月 - タイムクライシス5 - 旧バンダイナムコゲームス最後のアーケードゲーム作品
- 3月 - ソードアート・オンライン -ロスト・ソング-（開発：スタジオアートディンク）
- 3月 - デジモンストーリー サイバースルゥース（開発：メディア・ビジョン）
- 3月 - ワンピース 海賊無双3（開発：コーエーテクモゲームス） - 旧バンダイナムコゲームス最後のゲーム作品

### バンダイナムコエンターテインメントレーベル

#### 2015年
2015年4月1日より社名がバンダイナムコエンターテインメントに変更された。
- 4月 - 第3次スーパーロボット大戦Z 天獄篇（開発：B.B.スタジオ）
  - バンダイナムコエンターテインメントとしては最初のタイトル。
- 5月 - クロスアンジュ 天使と竜の輪舞tr.（開発：シェード）
- 5月 - トライブクルクル THE G@ME（開発：七音社）
- 6月 - シンクロニカ
  - バンダイナムコエンターテインメントとしては初のアーケードゲーム
- 6月 - ドラゴンボールZ 超究極武闘伝（開発：アークシステムワークス）
- 6月 - 怪盗ジョーカー 時を超える怪盗と失われた宝石（開発：インティ・クリエイツ）
- 7月 - ゴジラ-GODZILLA-VS（開発：ナツメアタリ）
- 7月 - 太鼓の達人 Vバージョン
- 7月 - 超・逃走中 あつまれ!最強の逃走者たち（開発：インフィニティー）
- 7月 - ポッ拳 POKKÉN TOURNAMENT（ポケモンと共同開発）
- 7月 - レイギガント（開発：エクスペリエンス）
- 7月 - ドラゴンボール ゼンカイバトル
- 7月 - ワールドトリガー スマッシュボーダーズ（開発：ガンバリオン）
- 7月 - スウィートランド5 (プライズ)
- 8月 - スーパーロボット大戦BX（開発：エーアイ）
- 8月 - 機動戦士ガンダム バトルフォートレス
- 9月 - アイドルマスター シンデレラガールズ スターライトステージ（開発：Cygames）
- 9月 - 聖闘士星矢 ソルジャーズ・ソウル（開発：ディンプス）
- 9月 - ワールドトリガー ボーダレスミッション（開発スタジオアートディンク）
- 10月 - スーパーロボット大戦X-Ω（開発：セガゲームス）
- 10月 - ゴッドイーター リザレクション（開発：シフト）
- 10月 - 東京喰種トーキョーグール JAIL
- 11月 - PROJECT X ZONE 2:BRAVE NEW WORLD（開発：モノリスソフト）
- 11月 - ガールフレンド（仮） きみと過ごす夏休み（開発：熱中日和）
- 11月 - ソードアート・オンライン ゲームディレクターズ・エディション（開発：スタジオアートディンク、アクリア）
- 11月 - プロ野球 ファミスタ リターンズ（開発：エンティング）
- 11月 - アイカツ! My No.1 Stage!（開発：ハ・ン・ド）
- 12月 - 終わりのセラフ 運命の始まり
- 12月 - 湾岸ミッドナイト MAXIMUM TUNE 5 DX（開発：元気）
- 12月 - アイドルマスター マストソングス
- 12月 - 太鼓の達人 ホワイトver
- 12月 - ジョジョの奇妙な冒険 アイズオブヘブン（開発：サイバーコネクトツー）
- 12月 - 機動戦士ガンダム エクストリームバーサス フォース（開発：ランカース）
- ?月 - クレナ2K

#### 2016年
- 1月 - 学戦都市アスタリスクフェスタ 鳳華絢爛
- 2月 - NARUTO-ナルト-疾風伝 ナルティメットストーム4（開発：サイバーコネクトツー）
- 2月 - 仮面ライダー バトライド・ウォー 創生（開発：エイティング）
- 3月 - ガンダムブレイカー3（開発：クラフト＆マイスター / イリンクス）
- 3月 - サモンナイト6 失われた境界たち（開発：メディア・ビジョン）
- 3月 - デジモンワールド -next 0rder-（開発：B.B.スタジオ）
- 3月 - ハイキュー!! クロスチームマッチ!
- 3月 - 暗殺教室 アサシン育成計画!!（開発：スリーリングス）
- 3月 - ポッ拳 POKKÉN TOURNAMENT - Wii U版（発売元：ポケモン）
- 4月 - 棒人間チャレンジ!（開発：ハ・ン・ド）
- 4月 - ワンピース バーニングブラッド（開発：スパイク・チュンソフト）
- 5月 - 僕のヒーローアカデミア バトル・フォー・オール
- 6月 - プロジェクトカーズ パーフェクトエディション（開発：Slightly Mad Studios）
- 6月 - 太鼓の達人 ドコドン!ミステリーアドベンチャー
- 6月 - スーパーロボット大戦OG ムーン・デュエラーズ（開発：トーセ）
- 7月 - アイドルマスター プラチナスターズ
- 7月 - 太鼓の達人 レッドver
- 7月 - リアルドライブ - namcoラゾーナ川崎店にて期間限定設置。
- 8月 - ドラゴンボールフュージョンズ（開発：ガンバリオン）
- 8月 - テイルズ オブ ベルセリア
- 8月 - ソードアート・オンライン　メモリー・デフラグ
- 8月 - 動物戦隊ジュウオウジャー バトルキューブパズル（開発：グルーブボックスジャパン）
- 9月 - ヘボット! ヘボヘボ!ヘボットーナメント!
- 9月 - 超・戦闘中 究極の忍とバトルプレイヤー頂上決戦!（開発：インフィニティー）
- 9月 - ONE PIECE 大海賊闘技場（開発：アークシステムワークス）
- 10月 - ソードアート・オンライン ホロウ・リアリゼーション（開発：アクリア）
- 10月 - サマーレッスン
- 10月 - マクロスΔスクランブル（開発：スタジオアートディンク）
- 10月 - クローズ BURNING EDGE
- 11月 - ガンバレットX
- 11月 - アイカツスターズ! ファーストアピール
- 11月 - 斉木楠雄のΨ難 史上Ψ大のΨ難!?
- 11月 - ドラゴンボール ゼノバース2（開発：ディンプス）
- 11月 - SDガンダム GGENERATION GENESIS（開発：トムクリエイト）
- 12月 - オール仮面ライダー ライダーレボリューション（開発:ウィッチクラフト）
- 12月 - デジモンユニバース アプリモンスターズ（開発：インティ・クリエイツ）
- 12月 - おそ松さん 松まつり!
- 12月 - 湾岸ミッドナイト MAXIMUM TUNE 5 DX PLUS

#### 2017年
- 1月 - 双星の陰陽師
- 2月 - NARUTO -ナルト- 疾風伝 ナルティメットストーム4 ROAD TO BORUTO（開発:サイバーコネクトツー）
- 2月 - デジモンワールド -next 0rder- INTERNATIONAL EDITION（開発：B.B.スタジオ）
- 2月 - スーパーロボット大戦V（開発：B.B.スタジオ）
- 2月 - テイルズ オブ ザ レイズ
- 3月 - 太鼓の達人 イエローver
- 3月 - プリキュア つながるぱずるん
- 3月 - アクセル・ワールド VS ソードアート・オンライン 千年の黄昏（開発：スタジオアートディンク）
- 4月 - プロ野球 ファミスタ クライマックス（開発：エイティング）
- 4月 - ドラゴンボールヒーローズ アルティメットミッションX
- 5月 - Impact Winter インパクト・ウインター
- 5月 - サマーレッスン：宮本ひかり コレクション
- 6月 - ツキトモ。-TSUKIUTA. 12 memories-
- 6月 - アイドルマスター ミリオンライブ! シアターデイズ
- 7月 - ガンダムバーサス
- 7月 - 週刊少年ジャンプ オレコレクション! （開発：ドリコム）
- 7月 - NARUTO-ナルト 疾風伝 ナルティメットストーム トリロジー （開発：サイバーコネクトツー）
- 8月 - ONE PIECE アンリミテッドワールド R デラックスエディション （開発：ガンバリオン）
- 9月 - ドラゴンボール ゼノバース2　for Nintendo Switch （開発：ディンプス）
- 9月 - プロジェクトカーズ2（開発：Slightly Mad Studios）
- 10月 - 巨影都市 （開発：グランゼーラ）
- 10月 - 太鼓の達人 セッションでドドンがドン！
- 10月 - グラフィティスマッシュ （開発：ヘッドロック）
- 11月 - .hack//G.U. Last Recode （開発:サイバーコネクトツー）
- 11月 - リトルウィッチアカデミア 時の魔法と七不思議
- 12月 - 仮面ライダー クライマックスファイターズ （開発：エイティング）
- 12月 - レイヤードストーリーズ ゼロ（開発：ドリコム）
- 12月 - デジモンストーリー サイバースルゥース ハッカーズメモリー
- 12月 - アイドルマスター ステラステージ
- 12月 - スウィートゴーランド2

#### 2018年
- 1月 - 銀魂乱舞 （開発：タムソフト）
- 1月 - 七つの大罪 ブリタニアの旅人（開発：ナツメアタリ）
- 2月 - ソードアート・オンライン フェイタル・バレット （開発：ディンプス）
- 2月 - ドラゴンボール ファイターズ（開発：アークシステムワークス）
- 2月 - ご当地鉄道 for Nintendo Switch!!（開発：B.B.スタジオ / グランディング）
- 2月 - ガールズ＆パンツァー ドリームタンクマッチ（開発：ナツメアタリ）
- 3月 - スーパーロボット大戦X （開発：B.B.スタジオ）
- 3月 - シュータウェイPRO
- 3月 - 太鼓の達人 ブルーver
  - バンダイナムコエンターテインメント最後のアーケードゲームとなる。
- 4月 - SDガンダム GGENERATION GENESIS for Nintendo Switch （開発：トムクリエイト）
- 4月 - アイドルマスター シャイニーカラーズ（開発：バンダイナムコネクサス）
- 5月 - ドラゴンボール レジェンズ（共同開発：ディンプス）
- 5月 - フルメタル・パニック! 戦うフー・デアーズ・ウィンズ （開発：B.B.スタジオ / エーアイ / さざなみ）
- 5月 - ONE PIECE GRAND CRUISE
- 6月 - グランクレスト戦記（開発：アクリア）
- 6月 - New ガンダムブレイカー （開発：クラフト&マイスター）
- 7月 - 湾岸ミッドナイト MAXIMUM TUNE 6
- 8月 - プロ野球 ファミスタ エボリューション （開発：エイティング）
- 8月 - NARUTO TO BORUTO シノビストライカー （開発：ソレイユ）
- 8月 - 僕のヒーローアカデミア One’s Justice （開発：バイキング）
- 9月 - ブラッククローバー カルテットナイツ （開発：イリンクス）
- 10月 - ソウルキャリバーVI（共同開発：ディンプス）
- 10月 - 機動戦士ガンダム エクストリームバーサス2
- 11月 - ネコ・トモ
- 11月 - なりキッズパーク HUGっと!プリキュア （開発：ナツメアタリ）
- 11月 - なりキッズパーク ウルトラマンR/B （開発：ナツメアタリ）
- 11月 - なりキッズパーク 快盗戦隊ルパンレンジャーVS警察戦隊パトレンジャー （開発：ナツメアタリ）
- 11月 - 仮面ライダー クライマックススクランブル ジオウ（開発：ランカース）
- 11月 - ビリオンロード （開発：B.B.スタジオ / マトリックス）
- 12月 - ゴッドイーター3（共同開発：マーベラス）
- 12月 - GO VACATION
- 12月 - 塊魂アンコール

#### 2019年
- 1月 - テイルズ オブ ヴェスペリア リマスター
- 1月 - エースコンバット7 スカイズ・アンノウン
- 2月 - 荒野のコトブキ飛行隊 大空のテイクオフガールズ!（開発：QualiArts）
- 2月 - JUMP FORCE（開発：スパイク・チュンソフト）
- 2月 - ガールズ&パンツァー ドリームタンクマッチDX（開発：ナツメアタリ）
- 3月 - ONE PIECE WORLD SEEKER（開発：ガンバリオン）
- 3月 - スーパーロボット大戦T（開発：B.B.スタジオ）
- 3月 - ソードアート・オンライン アーケード ディープ・エクスプローラー（開発：スタジオアートディンク）
- 3月 - 太鼓の達人 グリーンver
- 4月 - スーパードラゴンボールヒーローズ ワールドミッション
- 6月 - ドラえもん のび太の牧場物語（企画：マーベラス、開発：ブラウニーズ）
- 7月 - 釣りスピリッツ Nintendo Switchバージョン（開発：MOSS）
- 7月 - ガンダムブレイカー モバイル
- 8月 - スーパーロボット大戦DD（共同開発：ドリコム）
- 9月 - CODE VEIN（共同開発：シフト）
- 9月 - ニンジャボックス（開発：グルーブボックスジャパン）
- 10月 - クレナハイブリッド(プライズ)(5月より一部店舗で先行稼働)
- 10月 - スーパーロボット大戦V（Switch/Steam版）（開発：B.B.スタジオ）
- 10月 - ディズニー ツムツム フェスティバル（開発：ハイド）
- 11月 - 東京喰種：re【CALL to EXIST】
- 11月 - SDガンダム GGENERATION CROSSRAYS（開発：トムクリエイト）
- 12月 - THE DARK PICTURES: MAN OF MEDAN
- 12月 - ジョジョの奇妙な冒険 ラストサバイバー（開発：ヒストリア）

#### 2020年
- 1月 - スーパーロボット大戦X（Switch/Steam版）（開発：B.B.スタジオ）
- 1月 - ミニ四駆 超速グランプリ（開発：ディンプス）
- 1月 - ドラゴンボールZ カカロット（開発：サイバーコネクトツー）
- 1月 - ポーカースタジアム
- 1月 - 湾岸ミッドナイト MAXIMUM TUNE 6R
- 2月 - ONE PUNCH MAN A HERO NOBODY KNOWS（開発：スパイク・チュンソフト）
- 3月 - 僕のヒーローアカデミア One’s Justice2（開発：バイキング）
- 3月 - 太鼓の達人 2020年3月ver（ニジイロver.）
- 3月 - 海物語 ラッキーマリンツアーズ
- 3月 - ONE PIECE 海賊無双4(開発：コーエーテクモゲームス)
- 4月 - ことばのパズル もじぴったんアンコール
- 6月 - ワニワニパニックR
- 6月 - ナムコットコレクション（開発：B.B.スタジオ / M2）
- 6月 - ミスタードリラーアンコール
- 7月 - ソードアート・オンライン アリシゼーション リコリス（開発：アクリア）
- 7月 - テイルズ オブ クレストリア （共同開発：KLab / トライエース）
- 7月 - 機動戦士ガンダム エクストリームバーサス マキシブースト ON（PS4版）
- 7月 - ドラえもん のび太の牧場物語（PS4版）（企画：マーベラス、開発：ブラウニーズ）
- 8月 - キャプテン翼 RISE OF NEW CHAMPIONS（開発：タムソフト）
- 8月 - JUMP FORCE デラックスエディション（開発：スパイク・チュンソフト）
- 9月 - Project CARS 3
- 9月 - プロ野球 ファミスタ 2020（開発：エイティング）
- 10月 - KAMEN RIDER memory of heroez（開発：ナツメアタリ）

#### 2021年
- 1月 - アイドルマスター ポップリンクス（開発：NHN PlayArt）
- 2月 - リトルナイトメア2（開発：ターシアスタジオ）
- 3月 - 機動戦士ガンダム エクストリームバーサス2 クロスブースト
- 4月 - PAC-MAN 99（開発：アリカ）
- 4月 - -右脳の達人- まちがいさがしミュージアム for Nintendo Switch
- 5月 - 僕のヒーローアカデミア ULTRA IMPACT
- 6月 - SCARLET NEXUS（共同開発：トーセ）
- 7月 - 機動戦士ガンダム 戦場の絆II（開発：バイキング）
- 9月 - テイルズ オブ アライズ
- 9月 - ドラゴンボールZ カカロット + 新たなる覚醒セット（開発：サイバーコネクトツー）
- 10月 - アイドルマスター SideM GROWING STARS
- 10月 - アイドルマスター スターリットシーズン（開発：ILCA）
- 10月 - 転生したらスライムだった件 魔王と竜の建国譚（開発：WFS）
- 10月 - スーパーロボット大戦30（開発：B.B.スタジオ）
- 11月 - テイルズ オブ ルミナリア（開発：コロプラ）
- 11月 - 機動戦士ガンダム バトルオペレーション Code Fairy（開発：B.B.スタジオ）
- 11月 - 機動戦士ガンダム U.C. ENGAGE
- 12月 - ディズニー マジックキャッスル マイ・ハッピー・ライフ2:エンチャンテッドエディション
- 12月 - PUI PUI モルカー Let’s!モルカーパーティー!（開発：グルーブボックスジャパン）

#### 2022年
- 3月 - .hack//G.U. Last Recode（Nintendo Switch版）（開発：サイバーコネクトツー）
- 5月 - PAC-MAN MUSEUM+
- 7月 - 風のクロノア 1&2アンコール
- 7月 - デジモンサヴァイブ（開発：ハイド）
- 8月 - SDガンダム バトルアライアンス（開発：アートディンク）
- 8月 - PAC-MAN WORLD Re-PAC
- 9月 - ジョジョの奇妙な冒険 オールスターバトル R（開発：サイバーコネクトツー）
- 9月 - 太鼓の達人 ドンダフルフェスティバル
- 9月 - GUNDAM EVOLUTION
- 9月 - ソードアート・オンライン アリシゼーション リコリス（Nintendo Switch版）（開発：アクリア）
- 9月 - クレナ3
- 10月 - No Man's Sky（Nintendo Switch / PlayStation 5版）※共にパッケージ版のみ（開発：Hello Games）
- 10月 - ドラゴンボール ザ ブレイカーズ（開発：ディンプス）
- 10月 - ウルトラ怪獣モンスターファーム（開発：コーエーテクモゲームス）
- 10月 - 釣りスピリッツ 釣って遊べる水族館（開発：MOSS）
- 11月 - ドラえもん のび太の牧場物語 大自然の王国とみんなの家（開発：マーベラス）
- 11月 - 機動戦士ガンダム 鉄血のオルフェンズG

#### 2023年
- 1月 - ワンピース オデッセイ（開発：ILCA）
- 2月 - デジモンワールド -next 0rder- -INTERNATI0NAL EDITI0N-（Nintendo Switch版）（開発：B.B.スタジオ）
- 2月 - テイルズ オブ シンフォニア リマスター
- 3月 - SD シン・仮面ライダー 乱舞（開発：ナツメアタリ）
- 6月 - みんな大好き塊魂アンコール+王様プチメモリー
- 6月 - 機動戦士ガンダム エクストリームバーサス2 オーバーブースト
- 9月 - バテン・カイトス I&II HD Remaster（開発：ロジカルビート）
- 9月 - 僕のヒーローアカデミア ULTRA RUMBLE
- 10月 - ソードアート・オンライン ラスト リコレクション
- 11月 - テイルズ オブ アライズ ビヨンド ザ ドーン エディション
- 11月 - NARUTO X BORUTO ナルティメットストームコネクションズ（開発：サイバーコネクトツー）
- 11月 - アイドルマスター シャイニーカラーズ Song for Prism
- 11月 - クレナ3ジャック
- 12月 - SPY✕FAMILY OPERATION DIARY（開発：グルーブボックスジャパン）
- 12月 - 釣りスピちゃお!（開発：カミナリゲームス）

#### 2024年
- 1月 - 鉄拳8
- 2月 - 呪術廻戦 戦華双乱（開発：バイキング）
- 2月 - ゲームセンターCX 有野の挑戦状 1+2 REPLAY（開発：インディーズゼロ）
- 4月 - SAND LAND（開発：ILCA）
- 5月 - 学園アイドルマスター（共同開発：QualiArts）
- 6月 - SPY✕FAMILY OPERATION DIARY（PlayStation 5 / PlayStation 4 / PC版）（開発：グルーブボックスジャパン）
- 7月 - エースコンバット7 スカイズ・アンノウン デラックスエディション
- 7月 - ONE PIECE ODYSSEY デラックスエディション（開発：ILCA）
- 8月 - 転生したらスライムだった件 テンペストストーリーズ
- 8月 - ガンダムブレイカー4（開発：クラフト&マイスター）
- 10月 - ソードアート・オンライン フラクチュアード デイドリーム（開発：ディンプス）
- 10月 - ドラゴンボール Sparking! ZERO（開発：スパイク・チュンソフト）
- 10月 - Unknown 9: Awakening（開発：Reflector Entertainment）

#### 2025年
- 1月 - FREEDOM WARS Remastered（開発：ディンプス）
- 1月 - テイルズ オブ グレイセス エフ リマスター（開発：トーセ）
- 1月 - SYNDUALITY Echo of Ada（開発：ゲームスタジオ）
- 3月 - BLEACH Rebirth of Souls（開発：タムソフト）
- 3月 - アイドルマスター ツアーズ（開発：ILCA）
- 3月 - Project:;COLD case.mirage
- 4月 - 塊魂 Rolling LIVE
- 4月 - SDガンダム GGENERATION ETERNAL（共同開発：アプリボット[2]）
- 5月 - 機動戦士ガンダムSEED BATTLE DESTINY REMASTERED（開発：バンダイナムコフォージデジタルズ）
- 6月 - たまごっちのプチプチおみせっち おまちど〜さま!（開発：ハイド）
- 7月 - Shadow Labyrinth
- 7月 - パタポン リプレイ1+2
- 7月 - 機動戦士ガンダム エクストリームバーサス2 インフィニットブースト
- 8月 - スーパーロボット大戦Y（開発：バンダイナムコフォージデジタルズ）
- 9月 - パックマンワールド2 リ・パック
- 9月 - みんなのGOLF WORLD（開発：ハイド）
- 9月 - トワと神樹の祈り子たち（開発：ブラウニーズ）
- 10月 - ワンス・アポン・ア・塊魂
- 10月 - デジモンストーリー タイムストレンジャー（開発：メディア・ビジョン）
- 10月 - リトルナイトメア3（開発：Tarsier Studios）
- 10月 - テイルズ オブ エクシリア リマスター
- 11月 - ドラゴンボール Sparking! ZERO（Nintendo Switch / Nintendo Switch 2版）（開発：スパイク・チュンソフト）

#### 2026年
- 春期 - Fate/EXTRA Record（開発：TYPE-MOON studio BB）
- 時期未定 - CODE VEIN II

#### 時期未定
- 僕のヒーローアカデミア All's Justice
- ラウド・ハウス謎
- スポンジ・ボブの大冒険！
- ガーフィールド

## 未発表、開発または発売中止となった作品一覧

### ナムコレーベル
- ミニゴルフ - 1981年に稼働を予定していたアーケードゲーム。特殊コンパネを用いたゲームとして開発されていたとされる。後にリメイクを施してMSX用ソフトとして同名のゲームが発売された。
- ハローキティテニス - 1983年に開発されたテニスゲーム。
- アサシン - 1986年に海外のみリリースされたとされる。
- ステラニアン - 1987年に開発されたホッケー風アクションゲーム。一部BGMは「超絶倫人ベラボーマン」に流用、ゲームシステムはSFC用ソフトサンリオワールドスマッシュボール!に流用された。
- センターコート - 1988年にMSX2から発売する予定だったが、発売中止となった。雑誌媒体で画面写真も公開されていた。基本的には「ファミリーテニス」の移植だが、「プロテニス ワールドコート」の選手も加わっていた。「ファミリーボクシング」のようなトレーニングモードが追加されていた模様。
- ワルキューレの冒険II 遥かなる時の扉 - 1989年にMSX2で「ワルキューレの冒険 時の鍵伝説」の続編として発売する予定だった。
- XVM - 1989年にMSX用として開発された「ゼビウス」に似たような縦スクロールシューティングゲーム。後に1990年に発売されるMSX用オムニバスソフト「ディスクNG 1」に収録された。
- SHM - 1989年にMSX用として開発された「スペースハリアー(セガ)」に似たような3Dシューティングゲーム。後に1990年に発売されるMSX用オムニバスソフト「ディスクNG 2」に収録された。
- プロゴルフ　グランドスラム - 1989年に開発されたゴルフゲーム。
- パイピィ - 1990年に開発されたパズルゲーム。
- パズルクラブ - 1990年に開発されたパズルゲーム。一部BGMは「倉庫番デラックス」のBGMとして流用された。
- 隠数天女(おんすうてんにょ) - 1990年に「八卦方士」と同時発売される予定だった「功夫老師」シリーズのエレメカ。
- コズモギャング・ザ・パネル - 1991年に開発されたパズルゲーム。
- バタリアン - 1993年に開発されたアクションゲーム。
- ローリングサンダー3 - 1993年に海外のみリリースされたメガドライブ用ソフト。
- なんでも!?タイホマン - 同名漫画のゲーム化。1994年か1995年にアクションゲームとしてスーパーファミコンから発売する予定だった。
- ウイニングジョッキー - 1994年か1995年にスーパーファミコンから発売する予定だった。
- NINKU -忍空- - 同名漫画のゲーム化。1996年にスーパーファミコンから発売する予定だった。
- 恋愛QUIZ ハイスクールエンジェル - 1998年にMOSSより開発されていた「子育てクイズマイエンジェル」シリーズの流れを汲むクイズゲーム。一度開発中止となったが、2003年にエイティング開発の下キャラクターを流用した「青春クイズカラフルハイスクール」として商品化された。
- サブマリンズ - 1999年に「サブマリン」のリメイク版として開発された。
- ハートコレクション - 2000年に開発されたメダルゲーム。3リール1WAYスロットにミニゲーム要素を加えたメカスロット。
- マジッククエスト - 2000年頃まで開発されていた3Dシューティングゲーム。空間センサーに魔法を描いて使用する。
- スマッシュコート プロトーナメント - アーケード版。2001年9月にAMショーに出展された。翌年PS2専用ソフトとして発売。
- 波侍 サムライサーフX - 2001年9月にAMショーに展示されたアーケードのサーフィン体感ゲーム。
- スターブレード オペレーションブループラネット - 2001年に新型ドームスクリーン筺体「O.R.B.S.」と共に発表された。開発中止となった後も筺体自体は「P.O.D.」という名称・形態に変更して開発を続行し、2006年に「機動戦士ガンダム 戦場の絆」と共に商品化された。
- 風のクロノア3 伝説の神殿 - PS2から発売される予定だった。
- メダル遊戯六番勝負 - ステーション筐体はファンキューブ、抽選機はファミリージャンボ抽選会を転用した6種のゲームで遊べるマスメダル機。
- エイリアンスナイパー - 2002年に開発されたアーケードのガンシューティングゲーム。2001年のAOUショーではゴルゴ13シリーズ同様のスナイパーライフル型のガンコントローラーを採用していた。
- クルクルフード - 2002年に開発されたアーケードのパズルゲーム。翌年にタクミコーポレーション開発、アルゼ販売の下「くるくるフィーバー」というタイトルで発売された。
- アフレコ！ -  アーケード版。2002年にロケテストが行われたが開発中止となった。その後2008年にJOYSOUND用コンテンツとして再開発され、2014年までサービスが継続された。
- New Space Order - 2004年〜2007 年の間でβテストが行われ、以後もアーケードゲームとして開発が続けられていたものの開発中止となった。
- たたかえ!! 地球防衛軍 - 2005年のAMショーに出展された「ナムコ・ワイドプッシャー」シリーズのメダルゲーム。ゲームシステムは翌年発売の「ケロロ軍曹 地球侵略司令...であります！」に流用された。
- バテン・カイトスDS
- フレームシティ - 2006年2月にXbox 360から発売される予定だった。
- マッスル行進曲 - アーケード版。2007年5月にロケテストが行われた。2009年にWiiウェア用ソフトとしてダウンロード販売された。
- 出撃!アクロナイツ - 2009年に欧州圏で発売された『Go Go Cosmo Cops』の国内版として発表された。
- ダンシングアイ - 2011年に開発された同タイトルのリメイク版。PS3向けに配信される予定だった。
- エアロクロス - 2011年に開発された「メトロクロス」のリメイク版。PS3、Xbox 360向けに配信される予定だった。
- 戦国無双 メダル乱舞 - コーエーテクモゲームスの「戦国無双」を題材にした大型マスプッシャーゲーム。2014年～2015年にかけてロケテストが実施された。

### バンダイレーベル
- ポケットクイズ クイズワールド
- モンスターパーティー
- ルーンマスター
- スーパーテトリス2＋ボンブリス
- ミレニアムファイア
- ジャーニーマンプロジェクト ペガサスプライム
- 時をかける少女
- ドラゴンボールGT
- プロ野球監督になろう!
- 機動戦士ガンダムSEED
- 魔法タッチ
- インセクトセプーター
- GPS超!!パックマン
- デジモンテイマーズ ネットワークテイマーズ
- トリプルパズル ゲートでゲット
- SWANでクイズ! 右脳に挑戦
- やったつもりゴルフ

### バンプレストレーベル
- アルティメットファイター 闘技覇者 〜運命の封印
- バトルオブ・・・?

### バンダイビジュアル
- プリンセスメーカーゆめみる妖精 for WonderSwanColor

### エンジェル
- 猛虎伝説95〜阪神タイガース〜

### メガハウス
- 326ふぉ～わんだ～すわん